# René de Cramer
Pour les articles homonymes, voir Cramer.
Bruno René de Cramer, né le 27 décembre 1876 à Aalter et mort le 22 novembre 1951 à Gand, est un artiste peintre, illustrateur et graveur belge. Formé à l’école Saint-Luc de Gand dont il devient plus tard l’un des professeurs, il est surtout connu pour ses œuvres d’art sacré chrétien et celles célébrant sa ville de Gand ,,,,.
Artiste à l'esprit ouvert, sa production témoigne d’un éclectisme de styles, de formes et de supports.
Son succès l’amène à travailler pour des clients en Belgique, en France ou encore au Luxembourg. Son souvenir reste associé à la ville de Gand pour laquelle il a travaillé à de nombreuses reprises notamment à l’occasion de l’Exposition universelle de 1913,.

## Biographie

### Jeunesse et formation
Bruno-René de Cramer naît le 27 décembre 1876 à Aalter dans une famille catholique. Son père est menuisier-ébéniste. Dans sa jeunesse, il emménage à Gand où il est scolarisé à l’institut Saint Amand dirigé par les frères des écoles chrétiennes. Il intègre ensuite l’école Saint-Luc de cette même ville où il reçoit une formation artistique.
Les écoles Saint-Luc viennent alors d’être fondées par Jean-Baptiste Béthune. Elles ont pour objectif de constituer un réseau d’écoles catholiques formant des artistes et artisans devant travailler au renouveau artistique et religieux de la société à travers le style néogothique.
Dans cette école de Gand, où il est l’élève du frère Mathias, il apprend le dessin, la peinture, le modelage, la sculpture, le travail du cuivre mais aussi l’histoire de l’art et l’évolution des styles décoratifs. Il se distingue en remportant plusieurs prix (premier prix en septième année de peinture et prix de la Guilde de Saint Luc et de Saint Joseph en 1898, grand prix en 1899 avec Achille Ladon).
Au cours de ses études, il s’intéresse au mouvement Art Nouveau et au préraphaélisme par le biais, entre autres, du magazine anglais The Studio. Cela a une influence considérable sur ses œuvres ultérieures,.

### Carrière

#### Activité d’artiste peintre et entourage artistique
Rapidement, il entame une carrière d’artiste peintre décorateur notamment pour les églises et fréquente des artistes belges importants : des architectes comme Valentin Vaerwyck ou Louis Cloquet, des sculpteurs comme Alois De Beule, Domien Ingels, Geo Verbanck ou encore Oscar Sinia.
C’est d’ailleurs son ami Valentin Vaerwyck qui, en 1900, fournit les plans d’une maison qu’il construit à Gand au Sint Lievenslaan 40 (actuellement no 136),.

En collaboration avec Frans Coppejans, il réalise des fresques pour l’église de Huysse en 1906,, pour la basilique du Saint-Sang à Bruges en 1907, et pour la chapelle des dames du Sacré-Cœur à Oostende (date inconnue). 

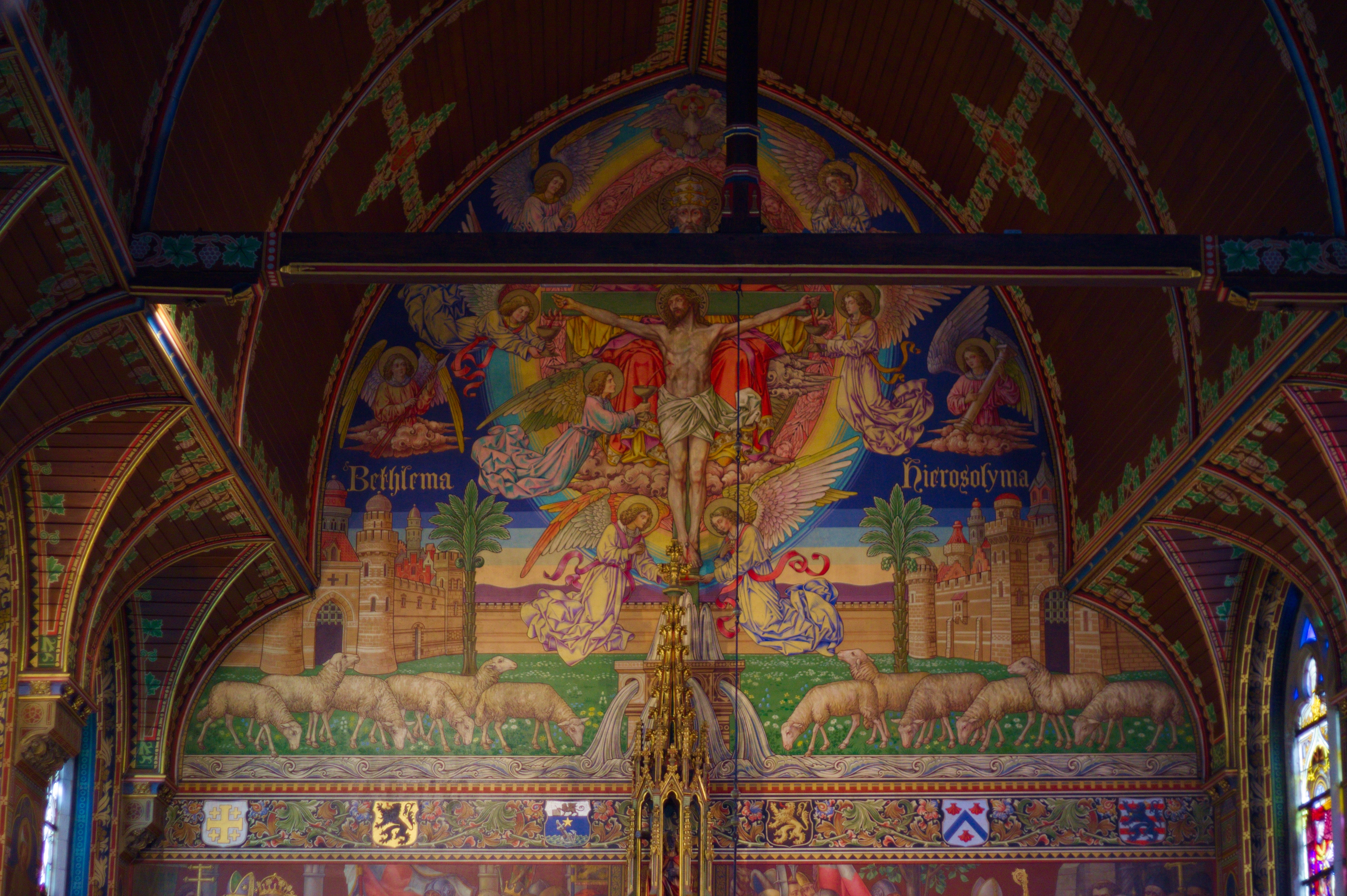
Basilique du Saint Sang de Bruges, La Trinité, fresque au-dessus du maître autel
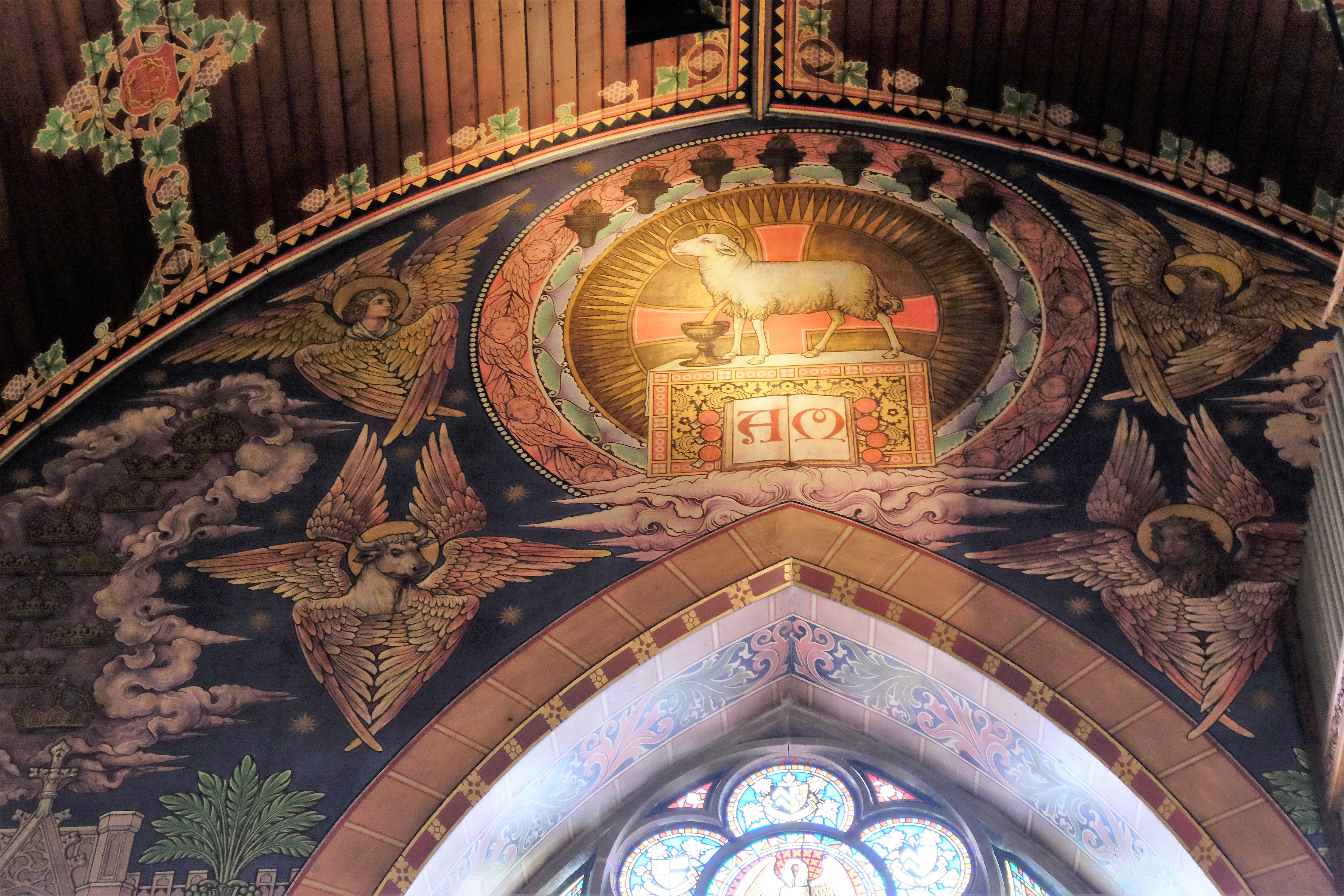
Basilique du Saint Sang de Bruges, l'Adoration de l'Agneau

#### Gand et sonExposition universelle de 1913
René de Cramer manifeste un attachement particulier pour la ville de Gand et son patrimoine.

De 1904 à 1912, avec Frans Coppejans, son ami et collaborateur, ainsi que les frères de ce dernier, il participe à la renaissance de la guilde gantoise de Saint Georges (nl), ancienne guilde d’arbalétriers.

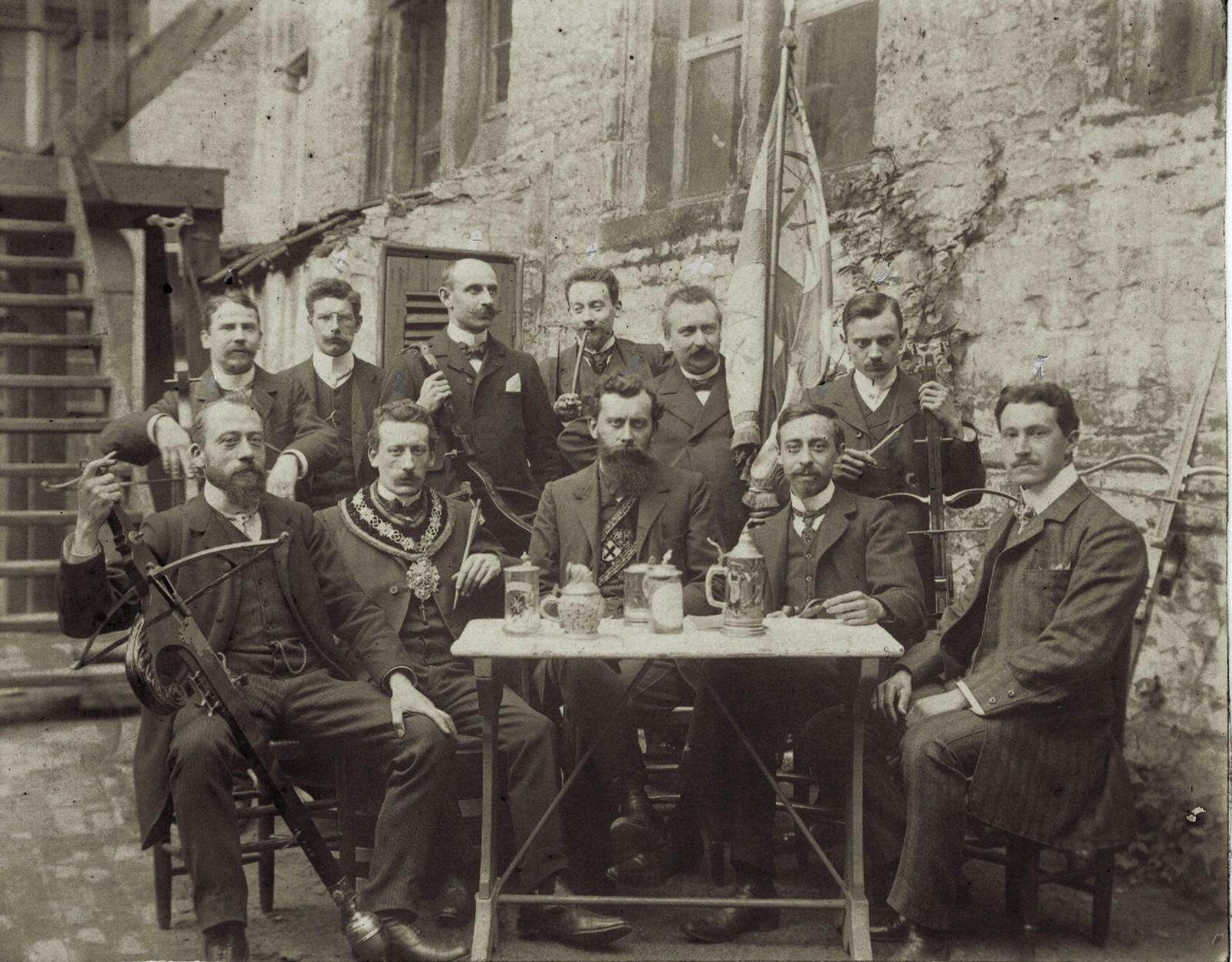
De Cramer, deuxième personnage assis en partant de droite avec les membres refondateurs de la Guilde
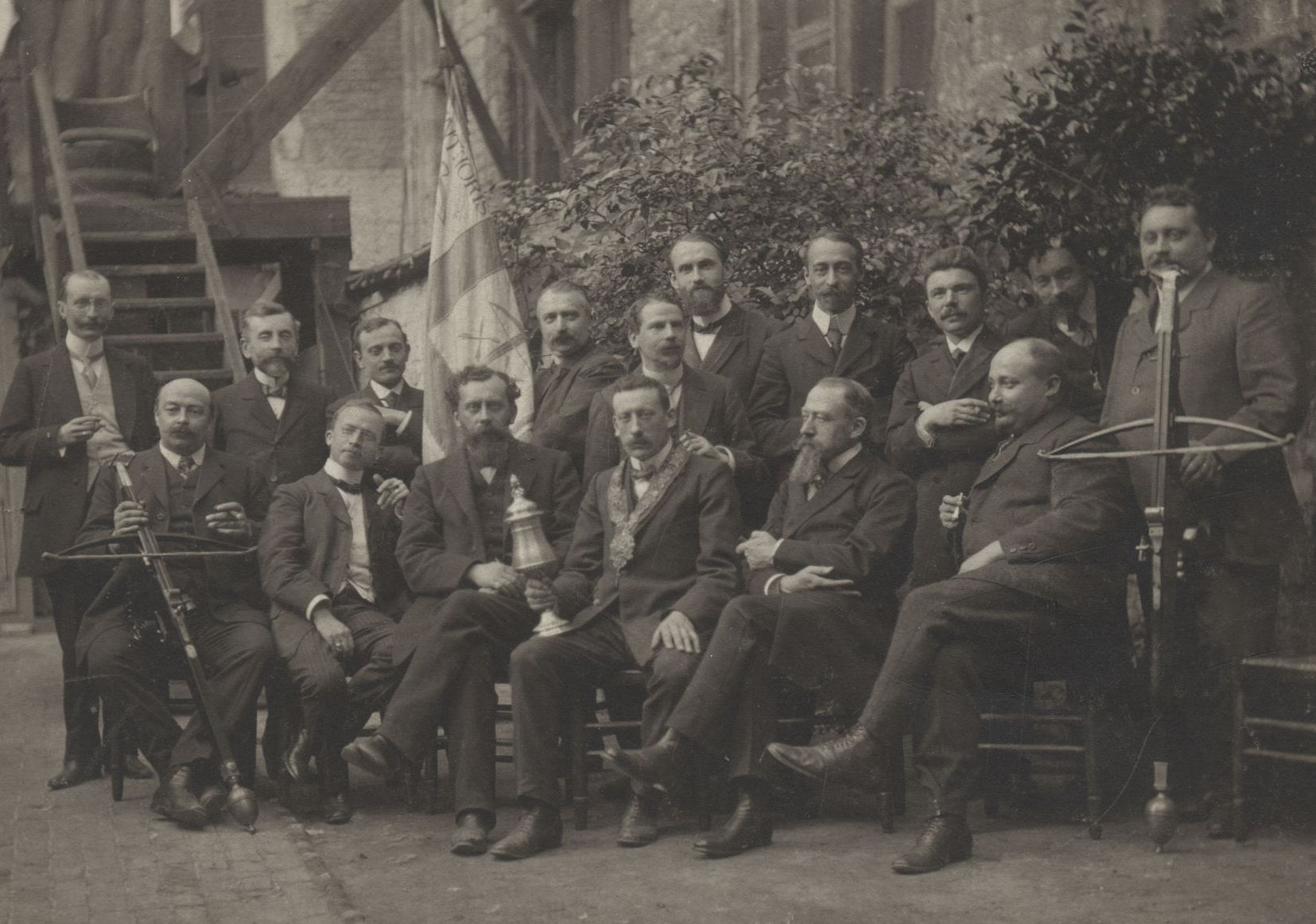
De Cramer, présent lors de l'élection du Roi de la guilde en 1914.

Il est professeur de dessin à l'Université de Gand (Rijksuniversiteit Gent) dès 1908 et il le restera jusqu’en 1941. Il enseigne également pour un temps à l'école technique pour filles de la Tweebruggenstraat. Toutes ces activités se font en parallèle de ses activités d’artiste peintre.

À l’occasion de l’Exposition Universelle de Gand en 1913, et à la demande de son ami Valentin Vaerwyck, il réalise toutes les décorations du village appelé la "Vieille Flandre". Ses créations sont ensuite rassemblées et publiées dans un livre Drapeaux et Bannière, souvenir de la "Vieille Flandre" publié la même année,. Il crée également pour cette exposition universelle les affiches associées à la "Vieille Flandre" et à "L’Art Ancien dans les Flandres",,,,.

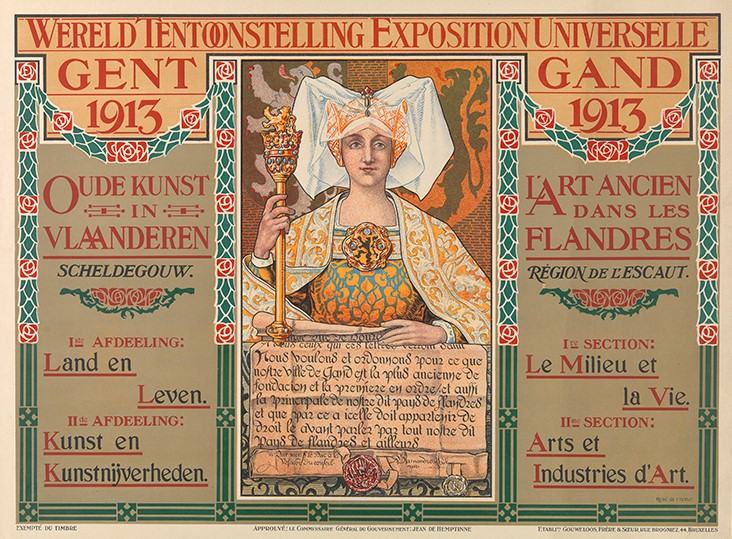
Affiche de l'Exposition Universelle de 1913 - Exposition Art Ancien dans les Flandres
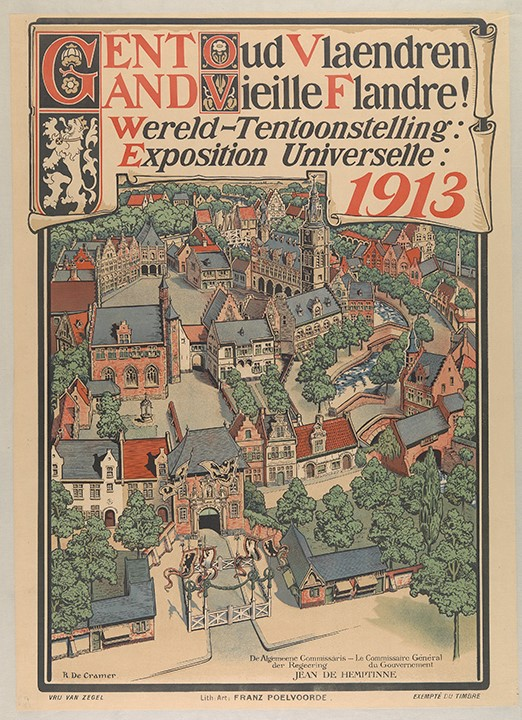
Affiche de l'Exposition Universelle de 1913 - Exposition Vieille Flandre

Pendant la Première Guerre mondiale, il dessine la monnaie de nécessité en carton de la ville de Gand. Cette dernière est utilisée durant 4 années.
Enfin, en 1920, il devient professeur d’arts décoratifs à l’école Saint-Luc de cette même ville,.

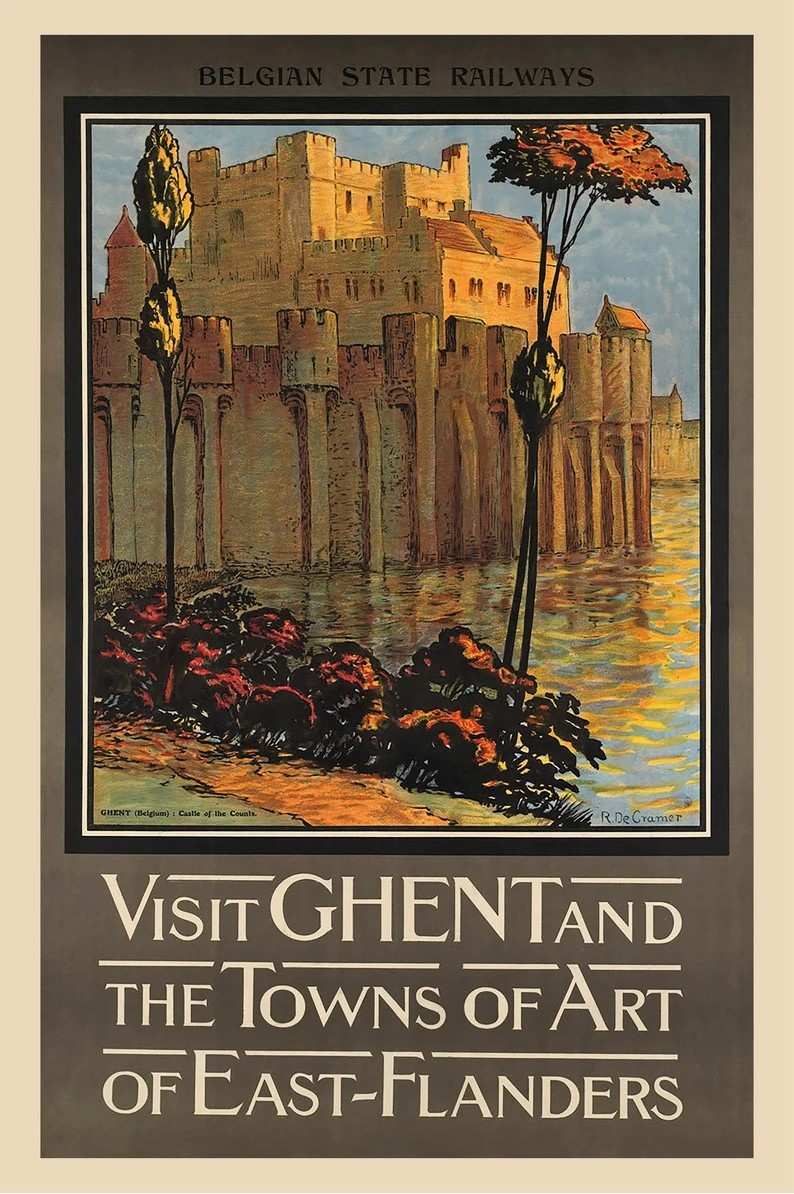
Affiche touristique pour la ville de Gand

#### Les années 1920: maturité et apogée de son art
Cette même année 1920, à l’âge de 44 ans, il se marie avec Helena Seys. Ensemble ils ont deux fils, Paul, né en 1921, et Charles, né en 1925.
La décennie qui s’ouvre marque véritablement l’apogée de son art et de sa renommée et il reçoit des commandes dépassant les frontières de Gand, sa ville bien-aimée, et de son pays.

En 1921, il fournit les très nombreuses illustrations du missel de Dom Gaspar Lefebvre, moine bénédictin et célèbre liturgiste,. Ce "Missel Quotidien et Vespéral" peut être considéré comme un des livres les plus importants de la vie de l’Église catholique dans la première moitié du XXe siècle, de par son succès fulgurant, durable (plus de 80 éditions) et international (anglais, espagnol, polonais, italien, portugais). Il donne donc à De Cramer une grande visibilité. Dans les années qui suivent, il continue de collaborer avec Gaspar Lefebvre et à illustrer des ouvrages ou des documents liés à l’œuvre du moine bénédictin : "L’Apostolat liturgique". 

Missel Quotidien et Vespéral de Dom Gaspar Lefebvre, 1921, 1ère édition
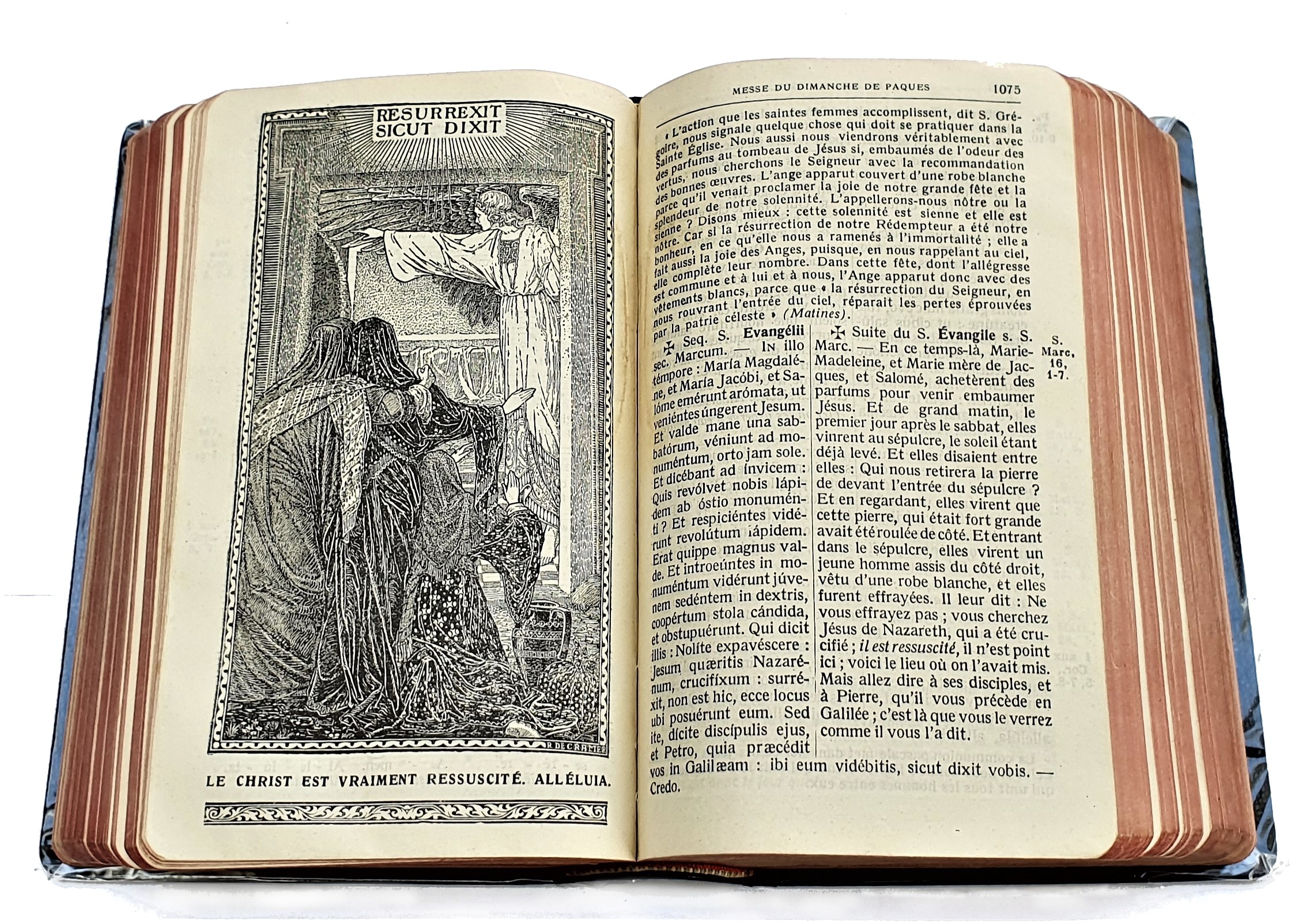
Missel ouvert
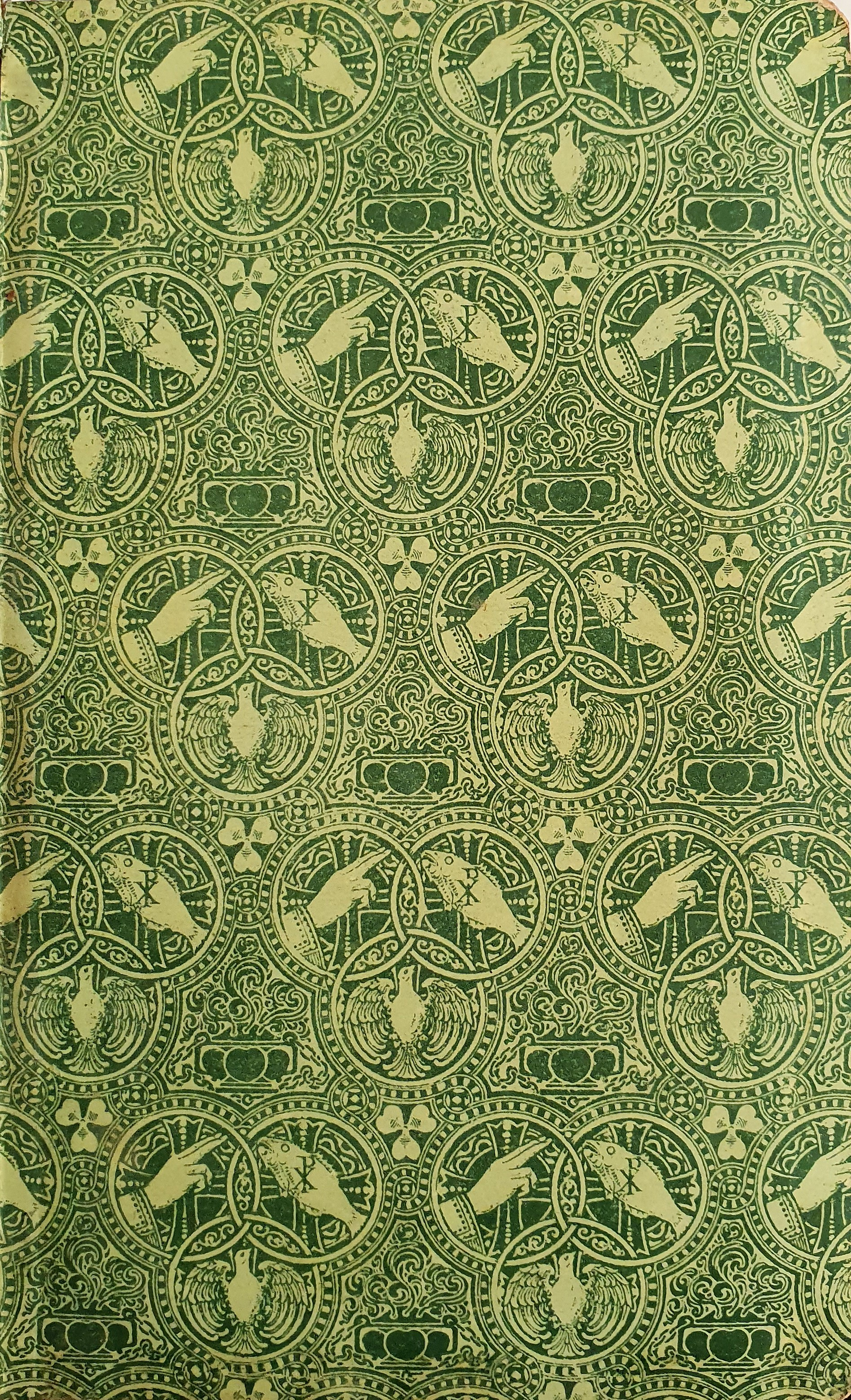
Page de garde couleur
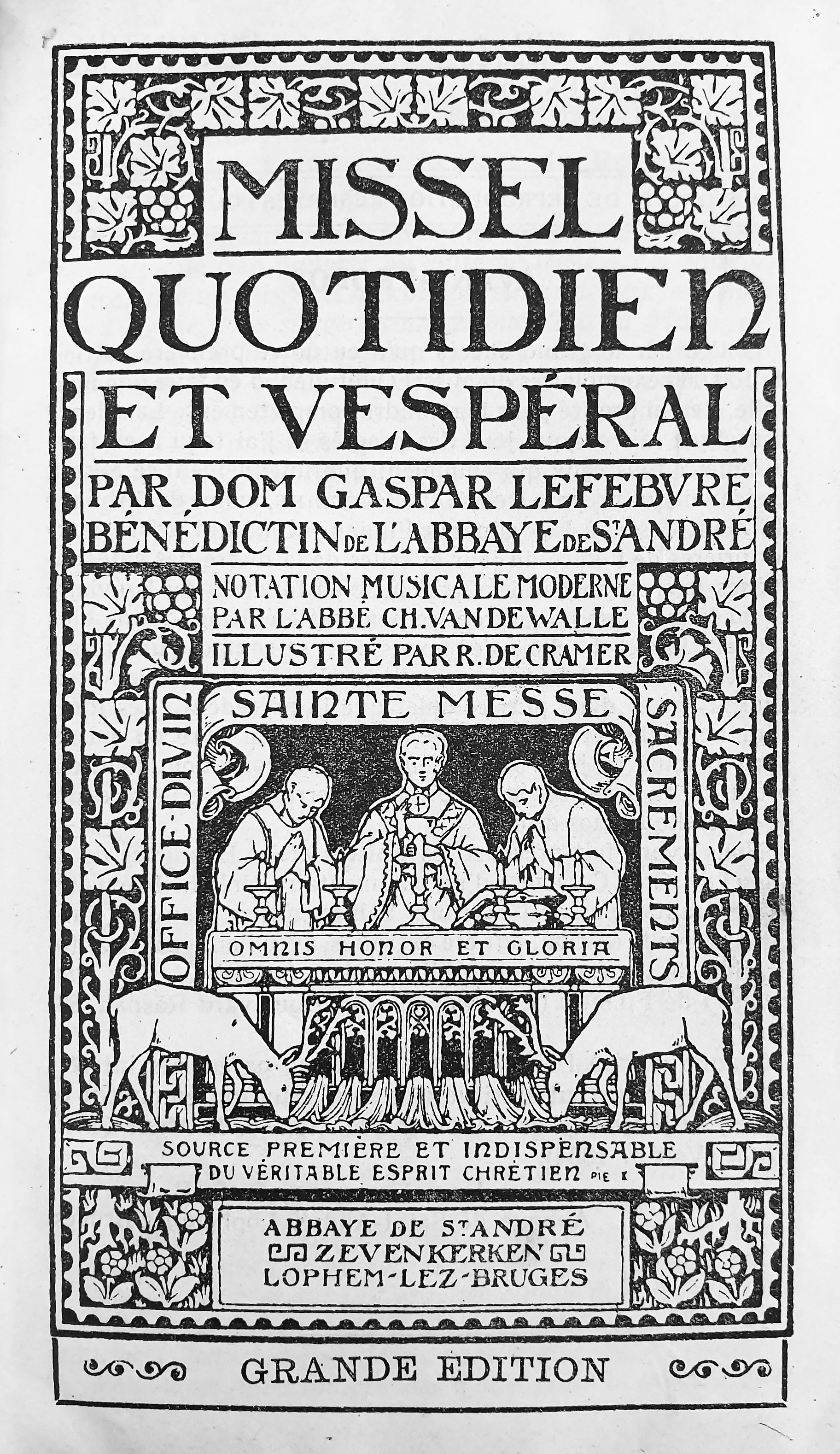
Page de titre
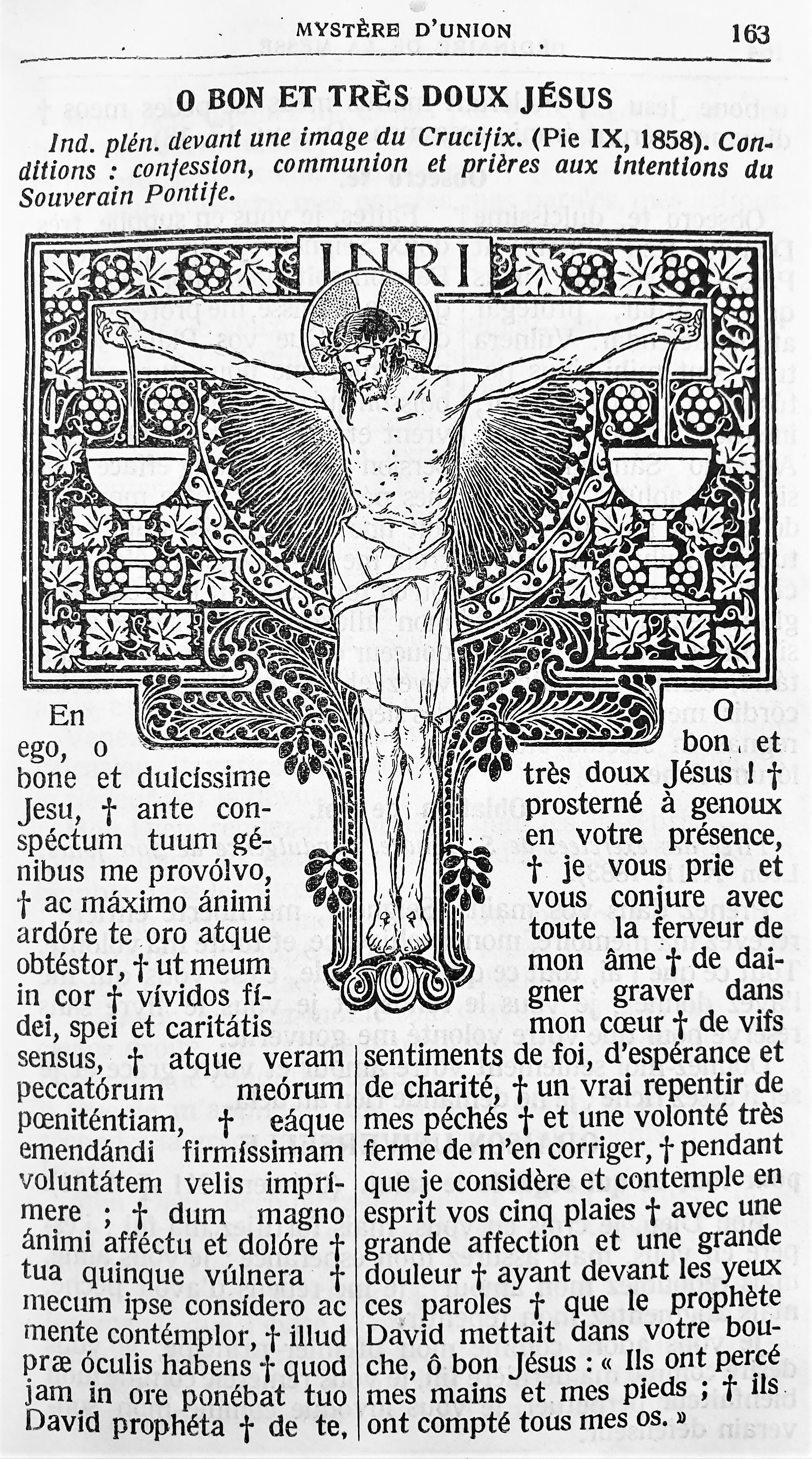
Page 163
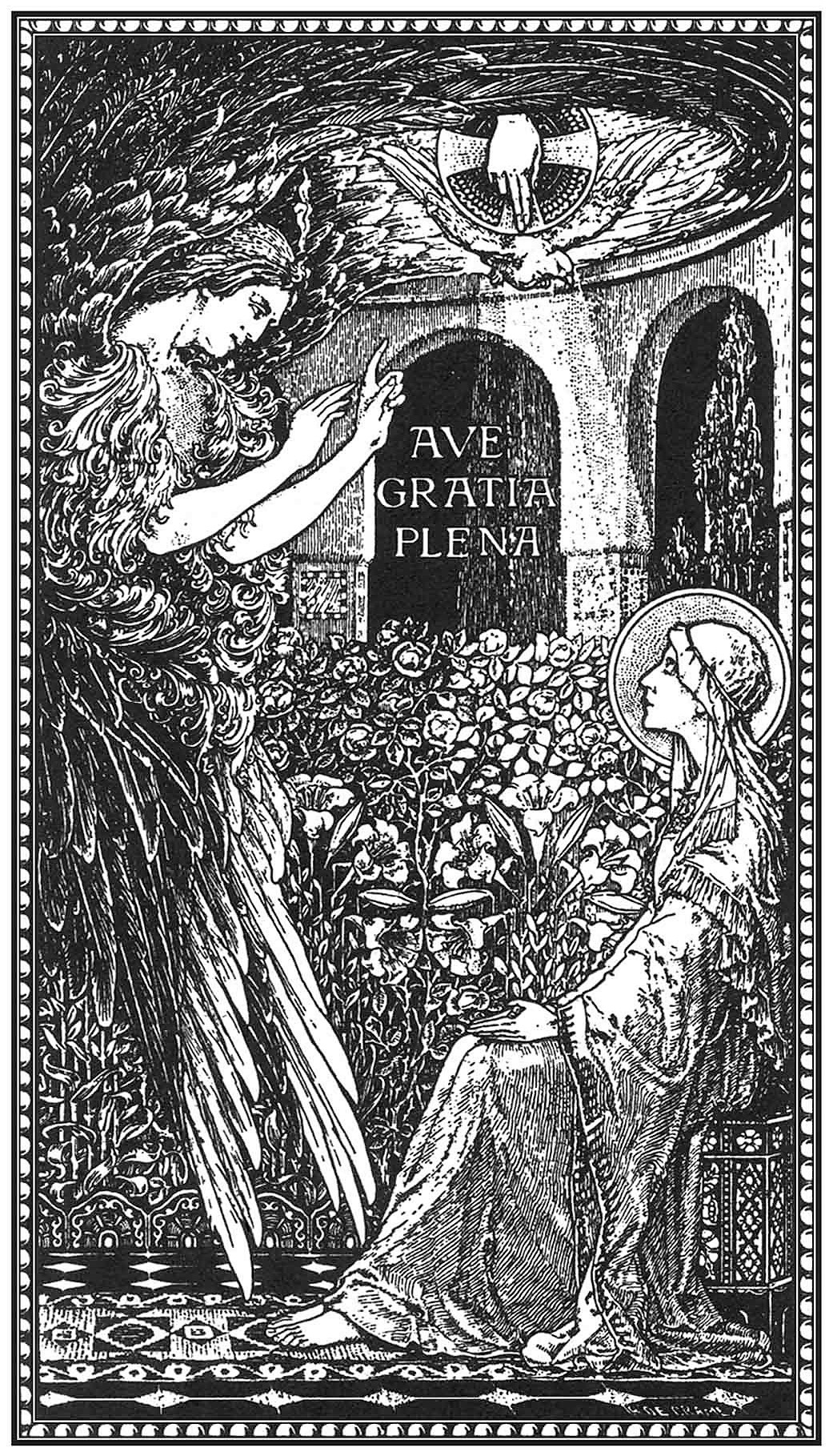
Illustration de l'Annonciation
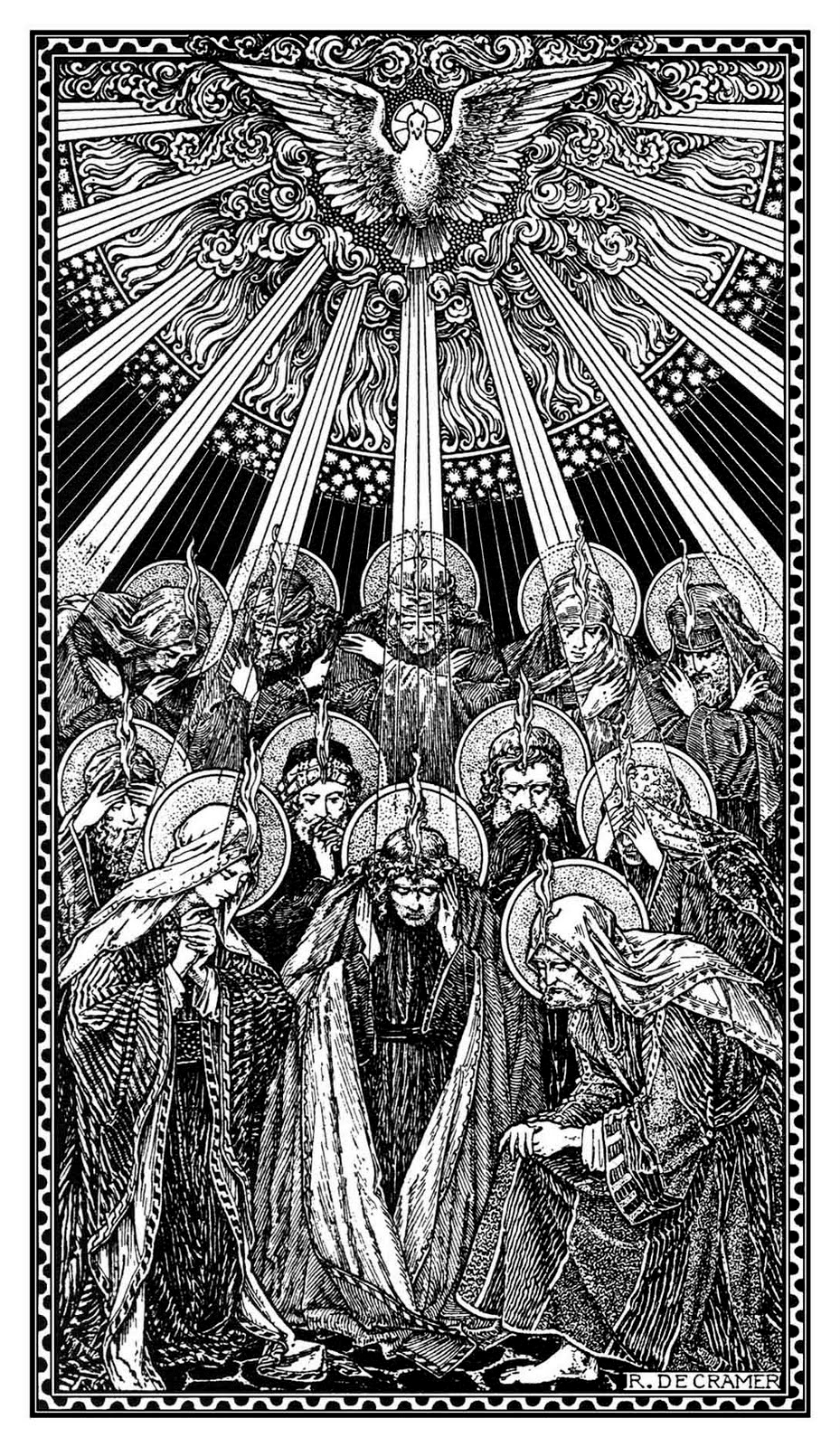
Illustration de la Pentecôte
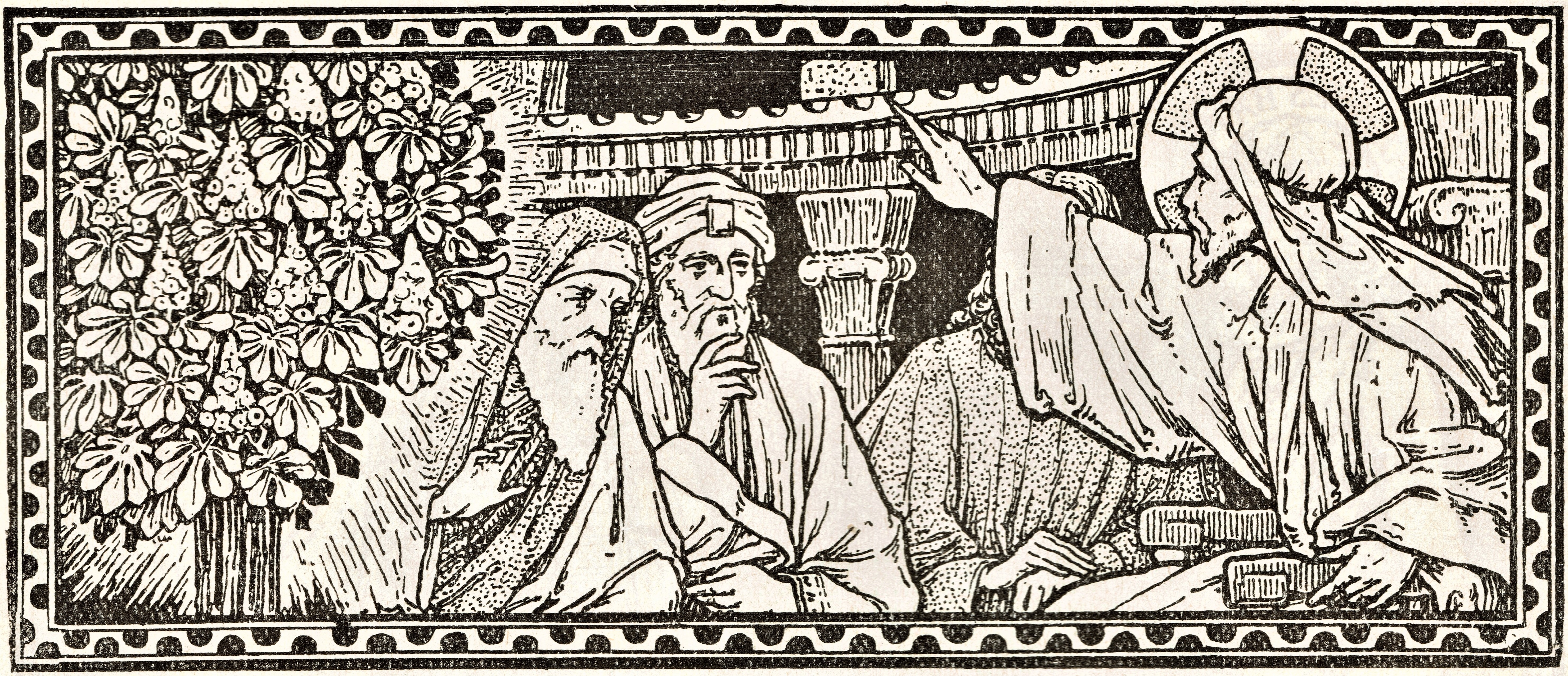
Illustration du 1er dimanche de l'avent

En 1923, il publie dans le livre « Gand Monumental et Historique » cents illustrations sur les monuments de la ville de Gand commentées par Victor Fris,.

En 1924, il décore l’église abbatiale de l’abbaye de Clervaux (Luxembourg),. Malheureusement, les fresques sont détruites en 1941 par les nazis qui transforme l’église en centre des jeunesses hitlériennes et s’acharne avec violence sur les images qu’elle contient. 

Abbatiale de Clervaux
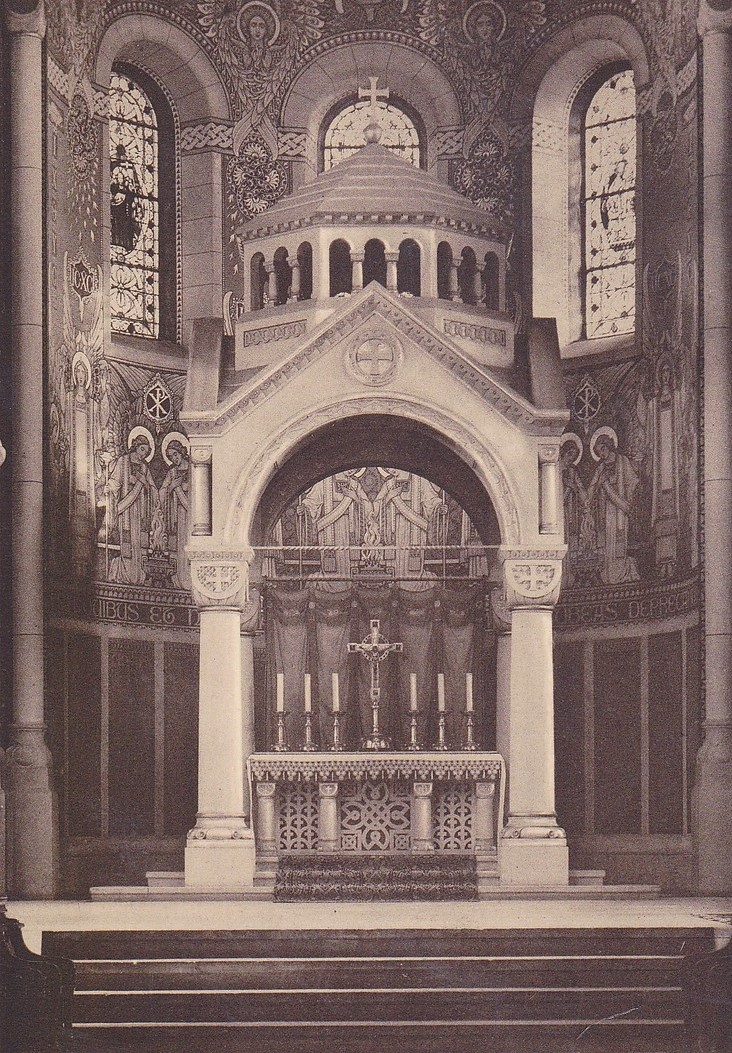
Sanctuaire avec peintures murales représentant les puissances angéliques - détruites en 1941
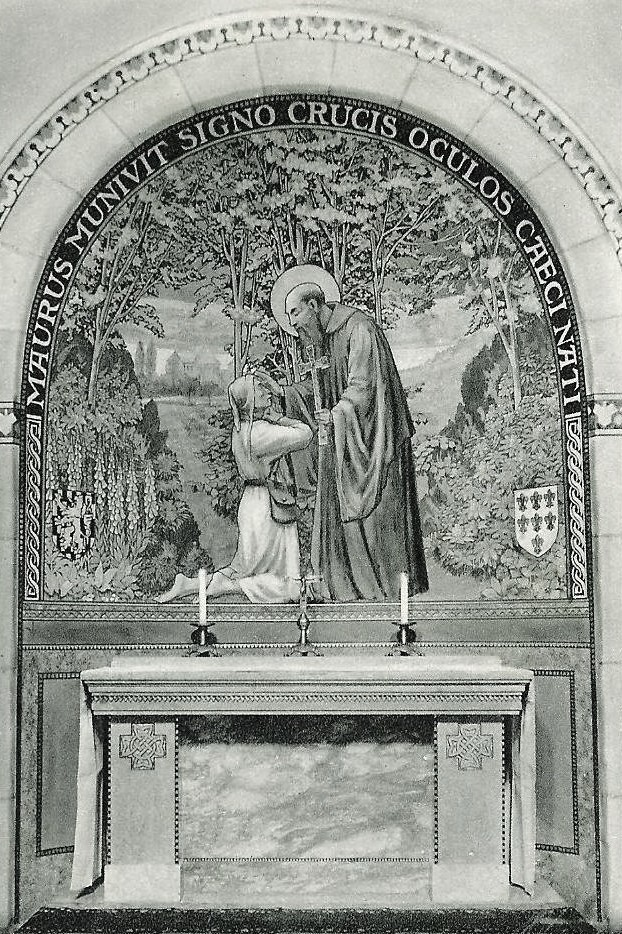
Autel de Saint Maur et peintures murales - détruites en 1941
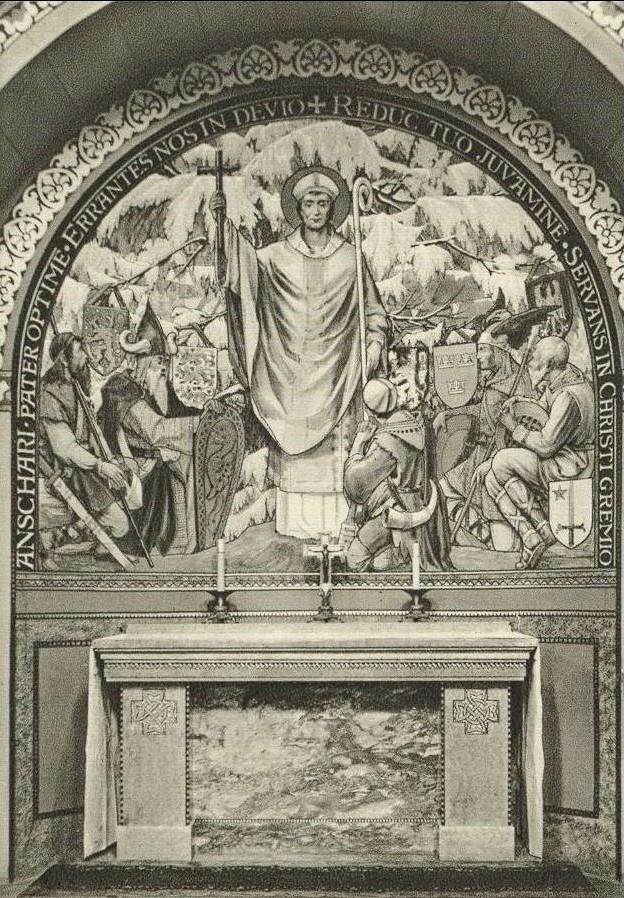
Autel de Saint Anschaire et peintures murales - détruites en 1941

En 1926, il dessine les cartons des mosaïques de la crypte de la nouvelle basilique Sainte-Thérèse à Lisieux en Normandie,. La magnifique composition surplombant l’autel et exaltant la sainte, à mi-chemin entre l’art nouveau et l’art déco, présente un ange avec une coupe de cheveux étonnamment moderne ! 

Mosaïques de la basilique de Lisieux
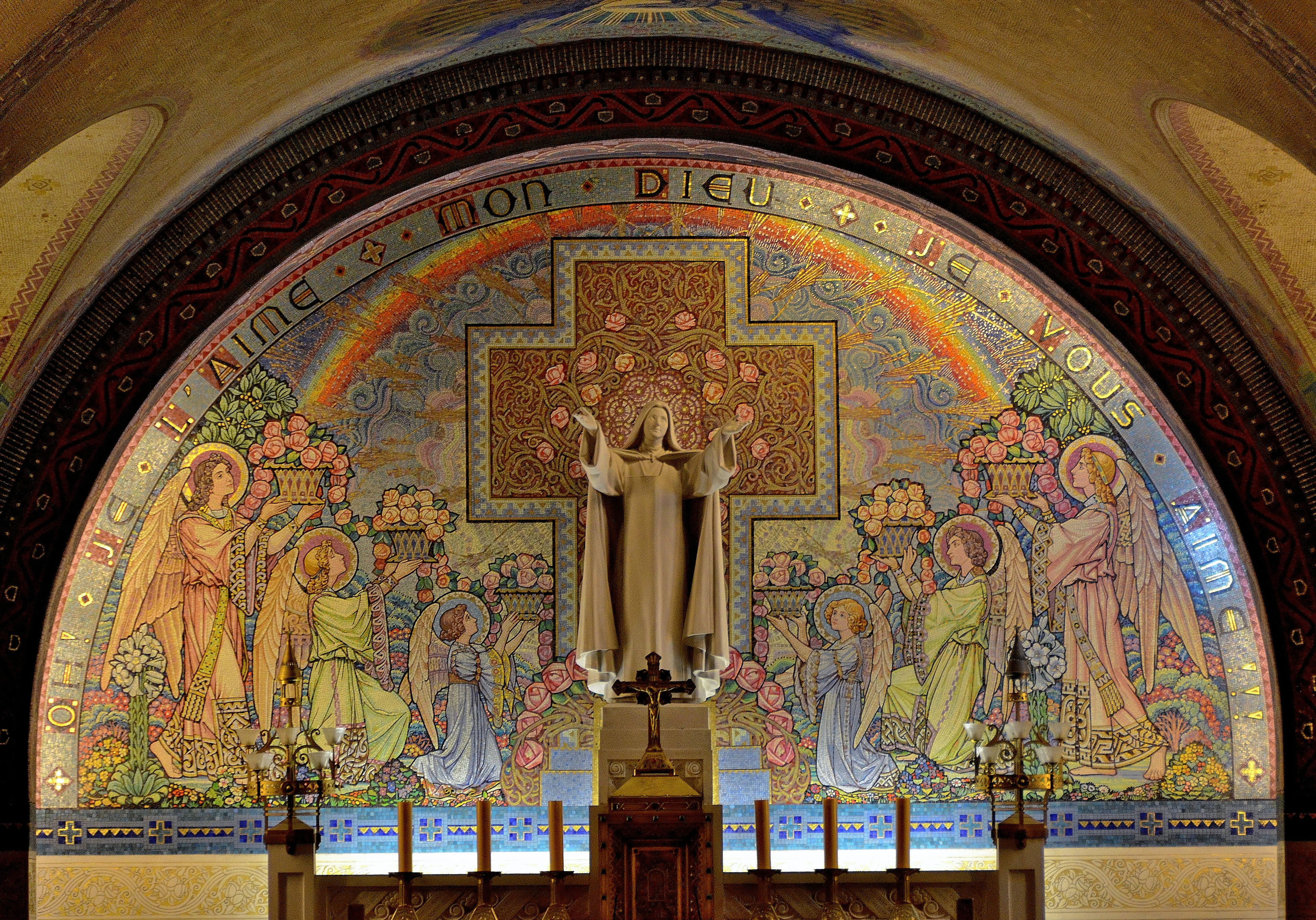
L'apothéose de Thérèse
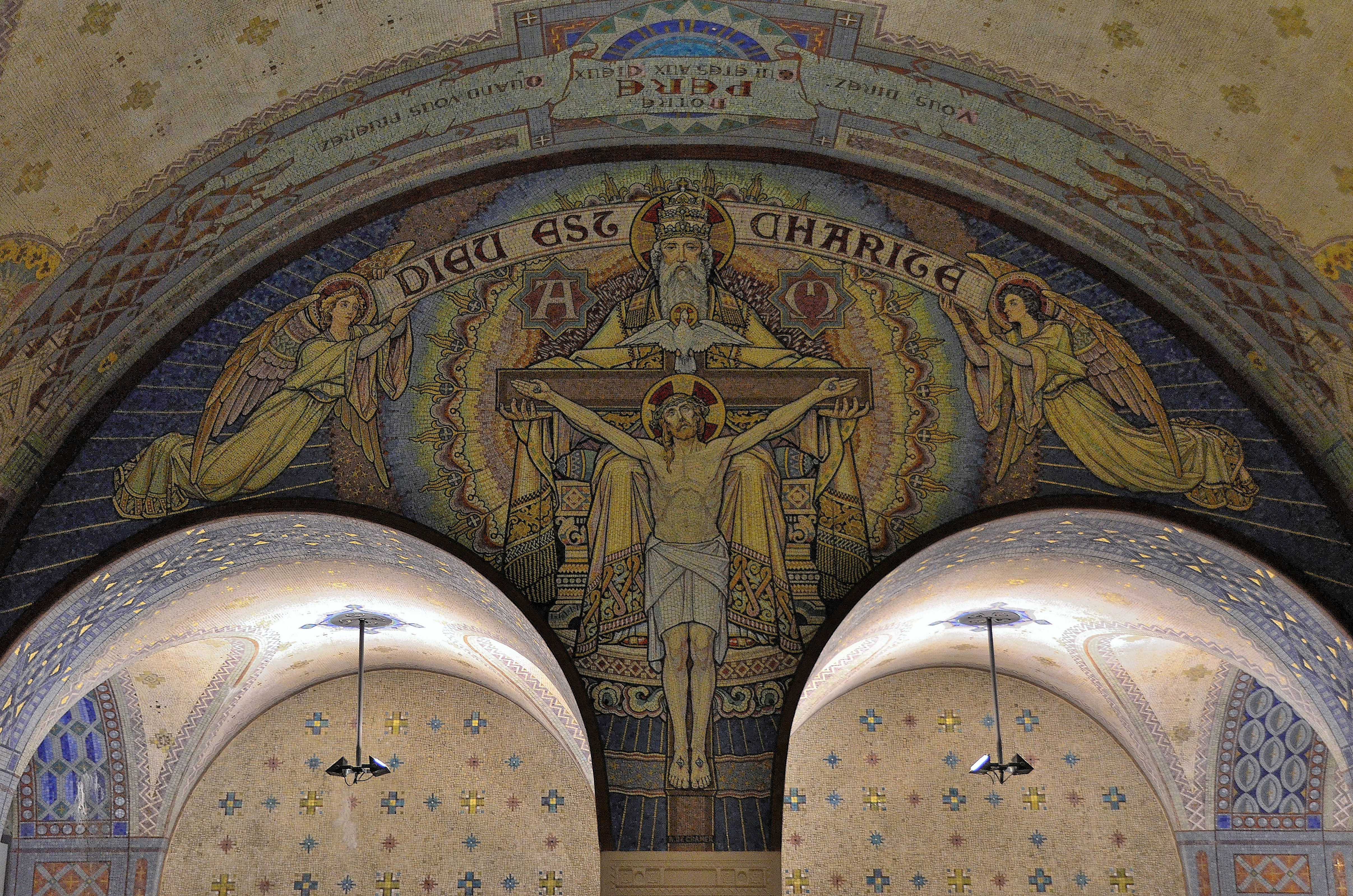
La Trinité
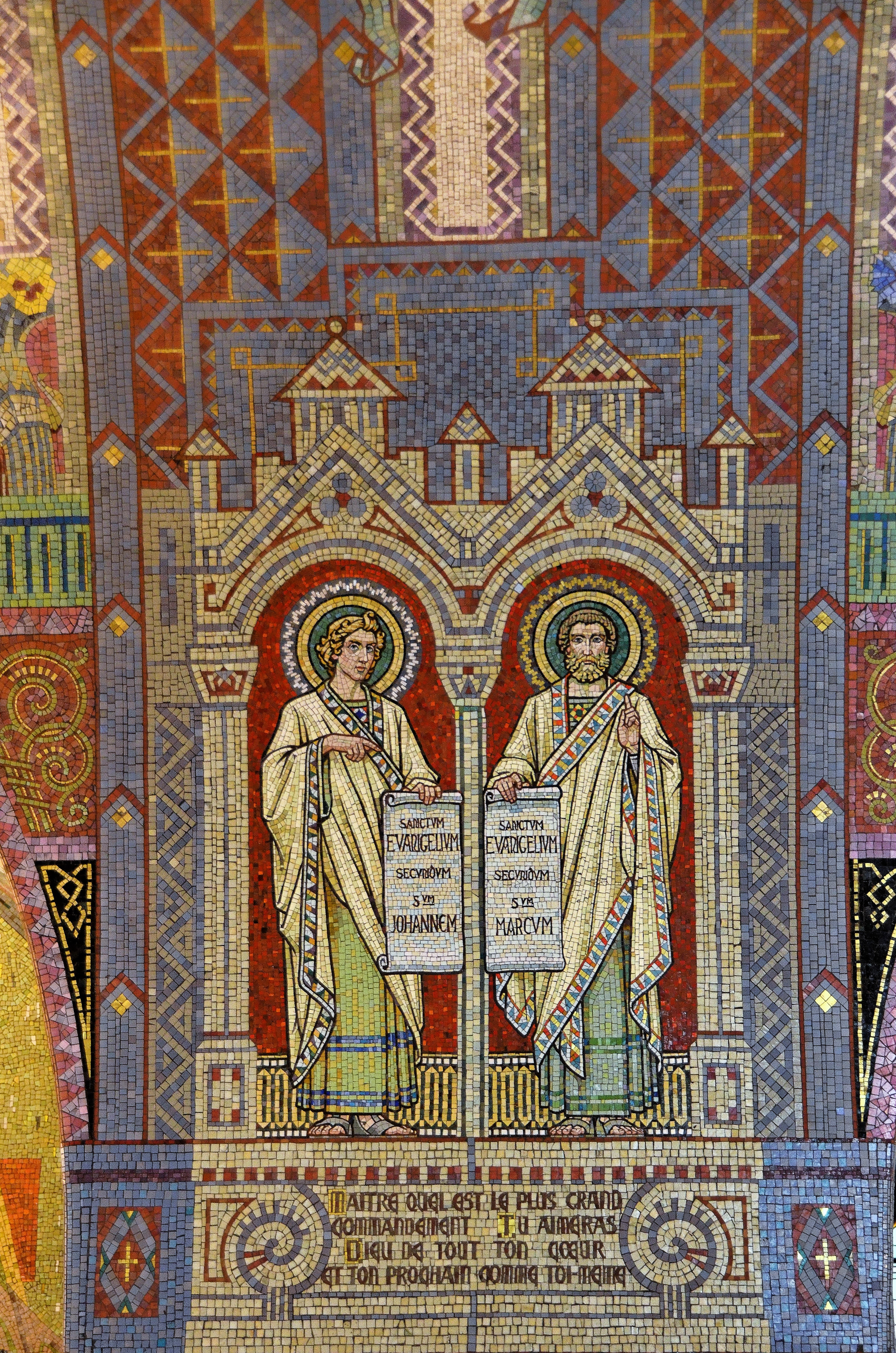
St Jean et St Marc
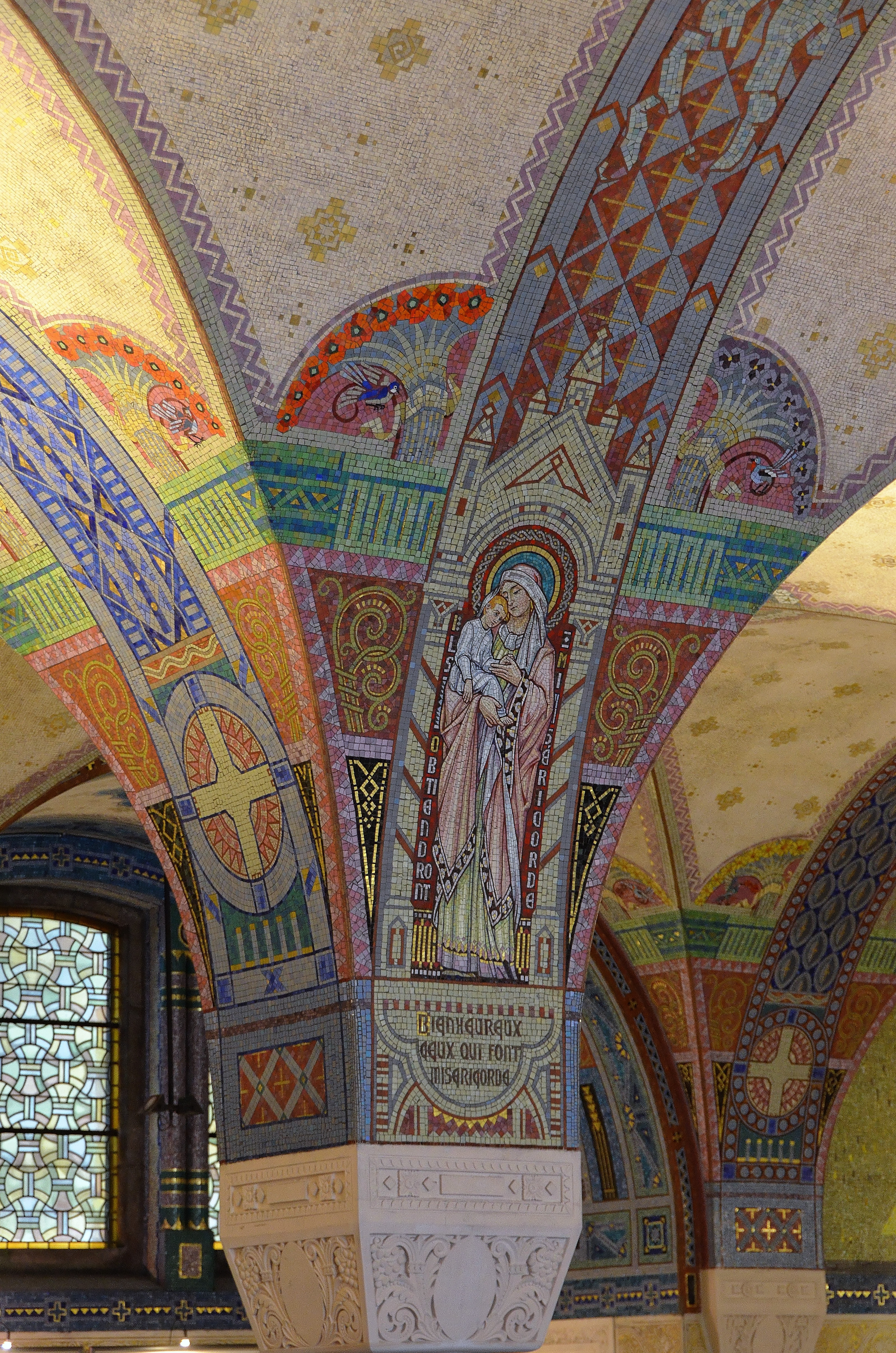
Les béatitudes
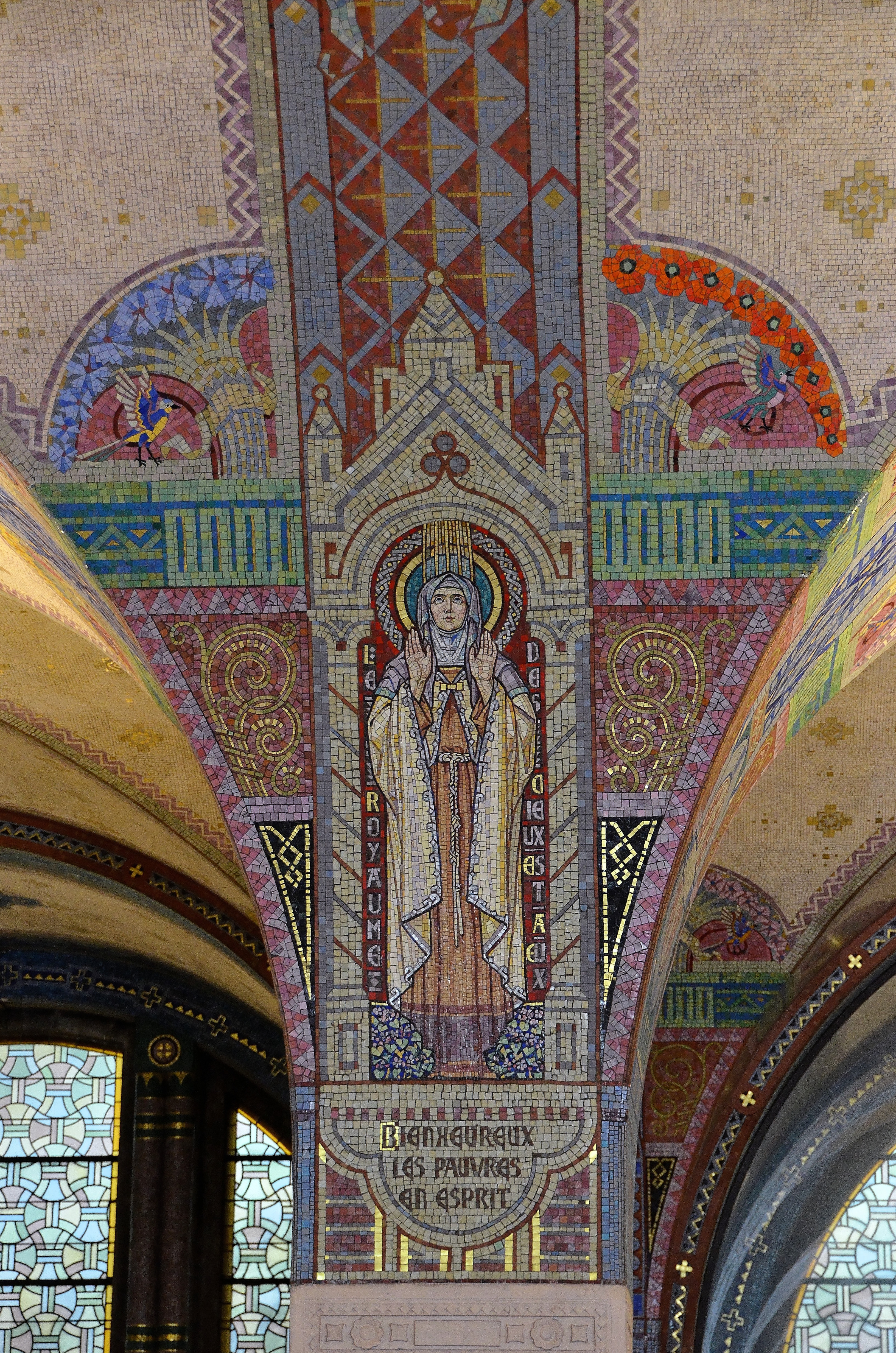
Les béatitudes

#### Les années 1930 à 1951: problèmes de santé et baisse d'activité
Dès le début des années 1930, il semble qu’il rencontre des problèmes de santé et ne souhaite plus entreprendre de grands chantiers. Ainsi, d’après Albert De Graeve, il "ignore une commande importante" pour la basilique de Lisieux, ce qui explique que son travail se limite à la crypte.

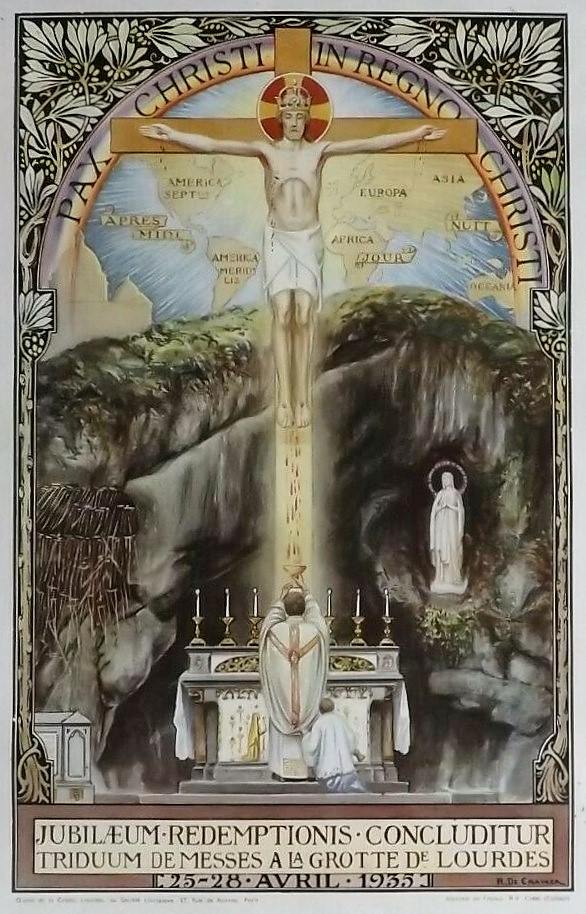
Affiche Triduum de messes à Lourdes en avril 1935

Il quitte son poste d’enseignant à Saint-Luc en 1930 mais il continue d’autres activités d’enseignement et ses activités d’illustrateurs comme l’atteste la création d’une affiche commémorative pour le Triduum de messes à Lourdes à l’occasion du jubilé de la rédemption en 1935.
En 1937, il fournit le chemin de croix de l’église Saint-Paul à Gand.
En 1938, il est officiellement doyen (c'est-à-dire directeur) des guildes de St Luc et St Joseph. Il s'agit d'une des six guildes regroupant les anciens élèves des écoles Saint-Luc.
En 1941, il quitte son poste à l’université de Gand.
Il s’éteint à Gand le 22 novembre 1951,. Un hommage lui est rendu à l’école Saint-Luc de Gand et le discours prononcé est retranscrit dans le journal de l’école.

## Œuvres
Artiste éclectique, aimant s’ouvrir de nouveaux horizons, ses œuvres sont tour à tour néogothiques, préraphaélites, art nouveau, symbolistes, orientalistes et enfin art déco… Il peint des tableaux et des fresques, conçoit des mosaïques, dessine des affiches touristiques ou commémoratives ainsi qu’un grand nombre d’illustrations. Il réalise des triptyques et des retables, des monuments aux morts, des vitraux,...
Plusieurs de ses travaux sont des collaborations avec ses amis artistes comme Frans Coppejans ou Oscar Sinia, 
Ses œuvres religieuses manifestent une spiritualité profonde, une très bonne culture théologique et une grande connaissance de l’art chrétien au travers des siècles. Elles témoignent également souvent d’un souci didactique. Les couleurs sont lumineuses et plutôt douces. Les personnages, s’ils ne sont pas emportés par un mouvement vigoureux, sont emplis de sérénité et de contemplation.
Malheureusement, beaucoup de ses œuvres ont disparu en raison des vicissitudes de l’histoire : guerres mondiales, changement des goûts, réforme liturgique post Vatican II, réaffectation de bâtiments…
Ci-dessous, une liste non exhaustive d’œuvres triées par genre.

### Décorations d’églises et de chapelles
- Église de Huyse (1906) – peintures murales – en collaboration avec Frans Coppejans[4],[5]
- Basilique du Saint-Sang, Bruges (1907) – peintures murales – en collaboration avec Frans Coppejans[4],[5]
- Chapelle des Dames du Sacré-Cœur à Ostende – peintures murales – en collaboration avec Frans Coppejans[4]
- Chapelle des Sœurs de la Présentation à Ledeberg – peintures murales[4],[5]
- Église de Jemappes – peintures murales[4] et chaire de vérité[11]
- Église Notre-Dame de l'Assomption à Wépion - peintures murales[12]
- Chapelle du Carmel de Virton – peintures murales[4]
- Chapelle des Frères de la Charité de Zwijnaarde – peintures murales[4]
- Chapelle des Salésiens de Tournai (vers 1922) – peintures murales[4]
- Chapelle du Sanatorium de Quaremont – peintures murales[4]
- Chapelle de l’école Saint-Luc de Gand – peintures murales[4],[13]
- Chapelle de l'hôpital psychiatrique de Bruges – peintures murales[4],[5]
- Chapelle du Chateau du Chevalier de Gellinck d'Elzeghem à Sint-Denijs-Westrem, actuellement Clinique Neuropsychiatrique Sint-Camillus – peintures murales[4],[5],[14]
- Église abbatiale de Clervaux à Luxembourg (1924) - peintures murales - détruites en 1941 par les nazis[4],[5]
- Église de Celles – peintures murales[4],[15],[16],[17],[18] et tableaux[19],[20]
- Crypte de la Basilique Sainte Thérèse de Lisieux (1926) - Mosaïques[4],[5]

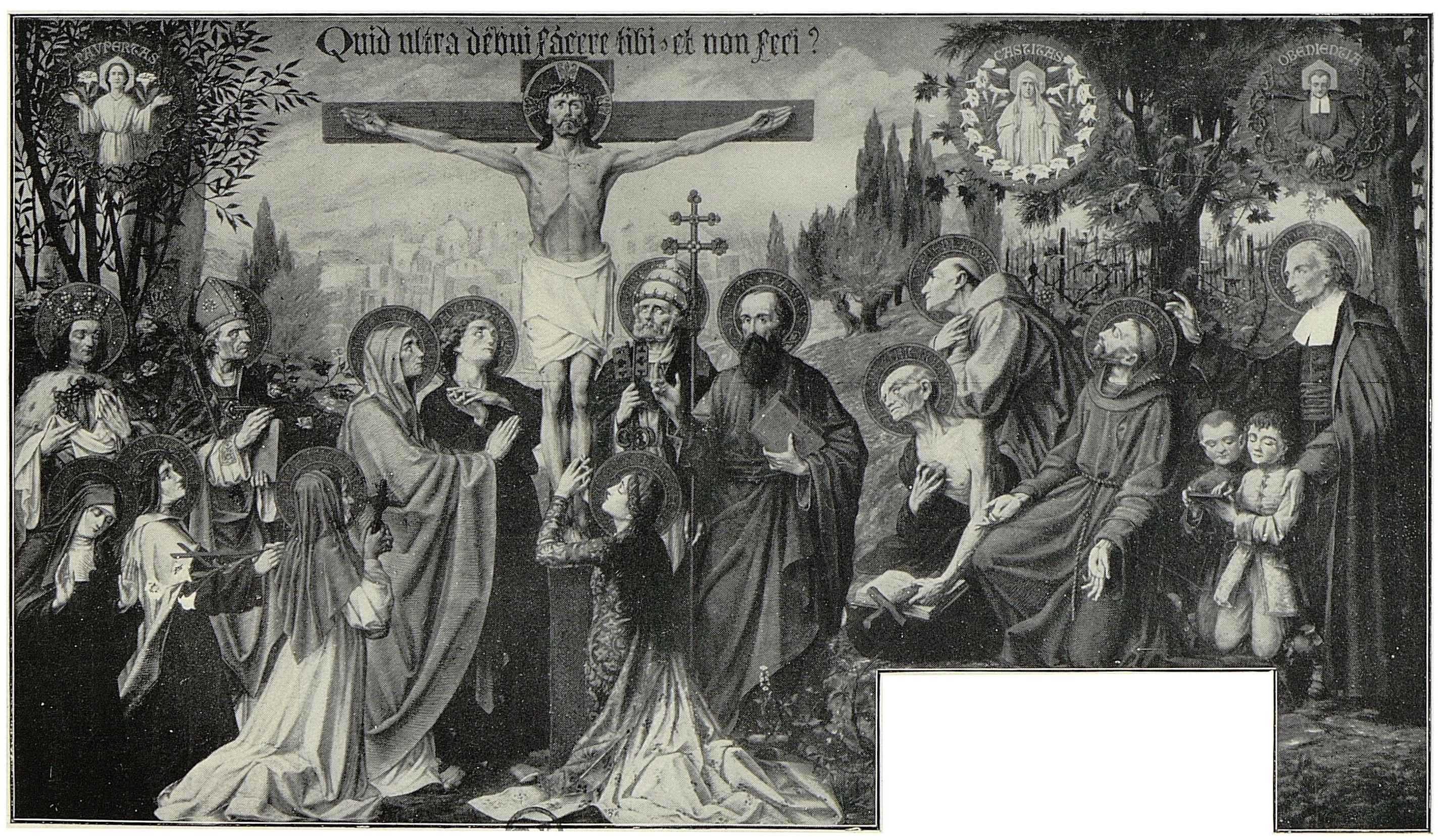
Chapelle de l'école Saint Luc de Gand - Peinture murale
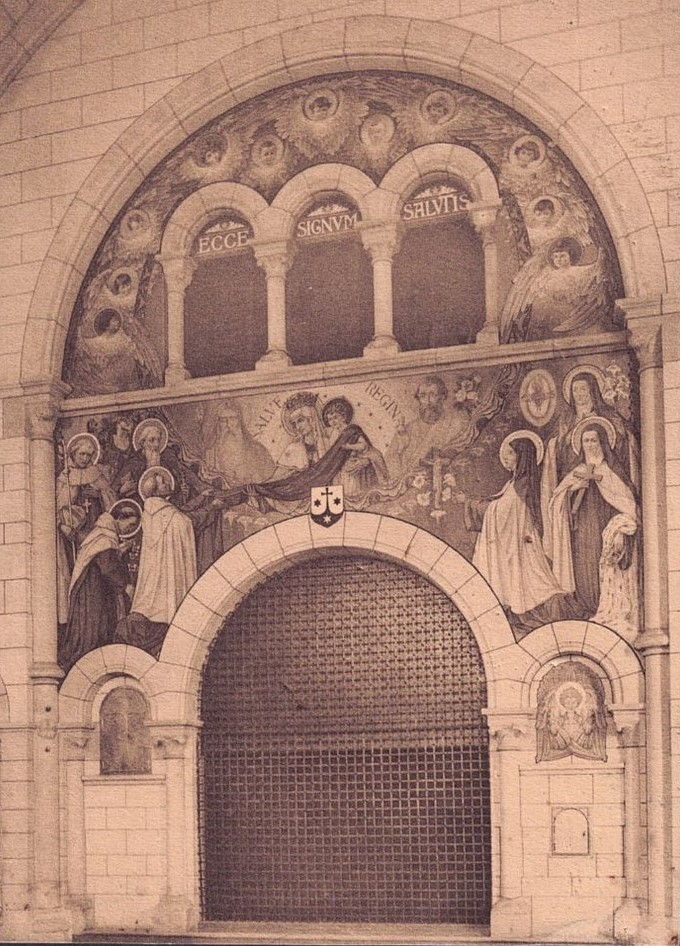
Chapelle du Carmel de Virton - Peinture murale "La Vierge du Rosaire"

### Triptyques, retables, vitraux
- Tableau "Le Sacrement" représentant la Vierge remettant le rosaire à Saint Dominique (vers 1905-1910 ?) – adjugé lors d’une vente aux enchères en 2018La Vierge remet le rosaire à Saint Dominique

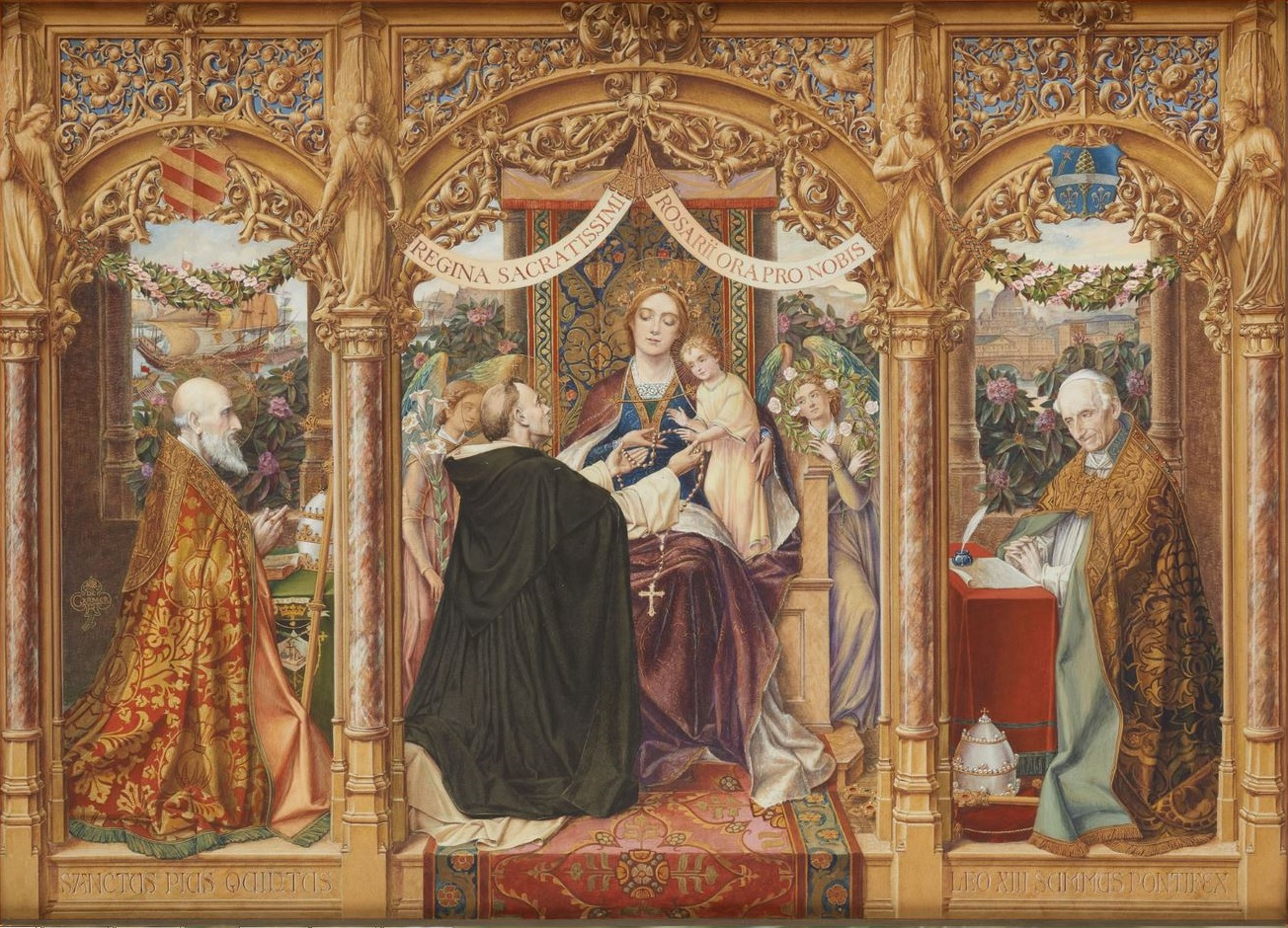
La Vierge remet le rosaire à Saint Dominique

- Tableau du Couronnement de la Vierge acheté par l’école St-Luc de Gand (1923)[4]
- Peintures pour le retable de l'autel de Notre Dame de Tuine dans la cathédrale Saint-Martin d'Ypres (1936)[21]

Panneaux du retable de Notre-Dame de Tuine.
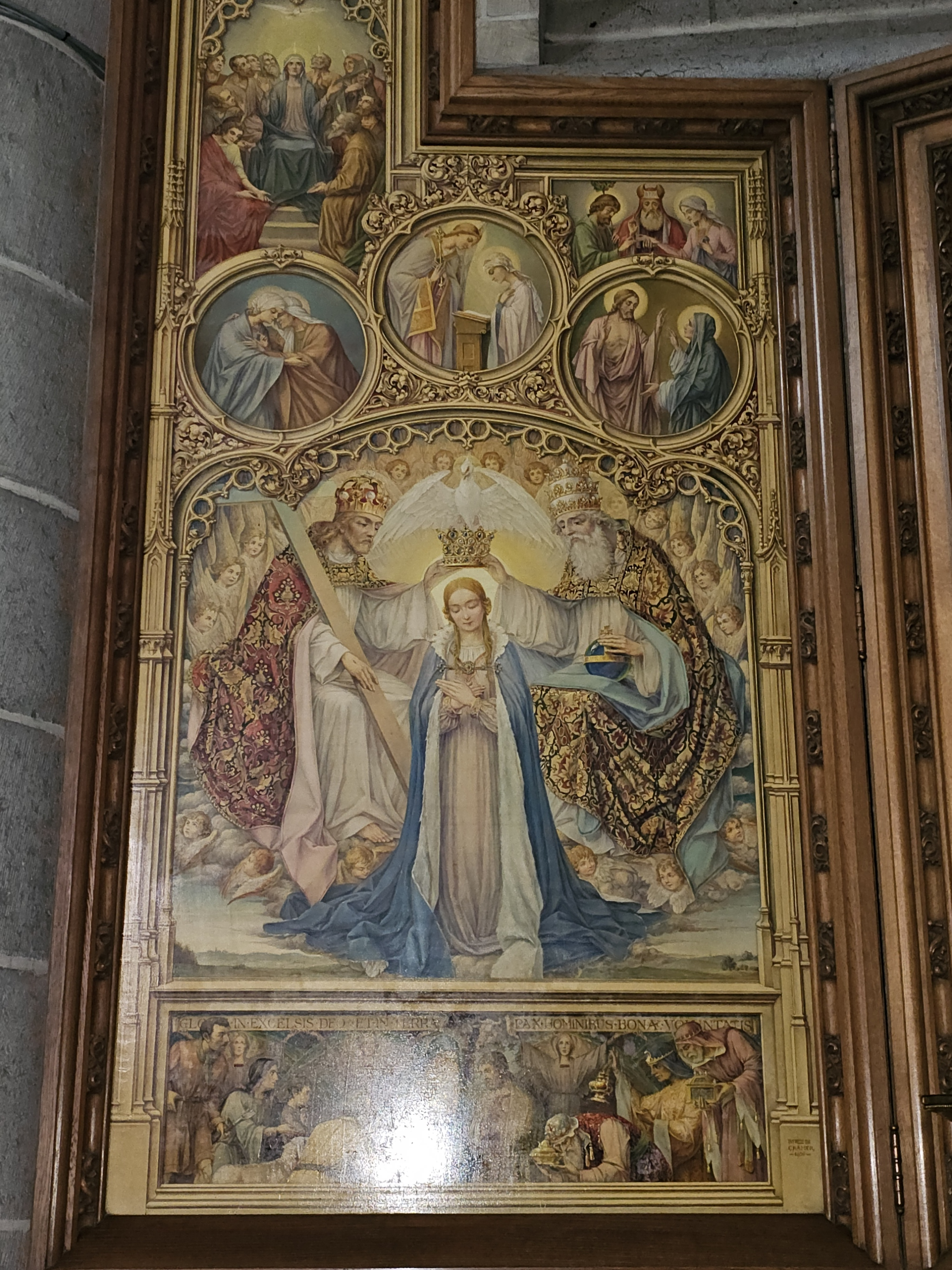
Panneau - Les joies de Notre-Dame
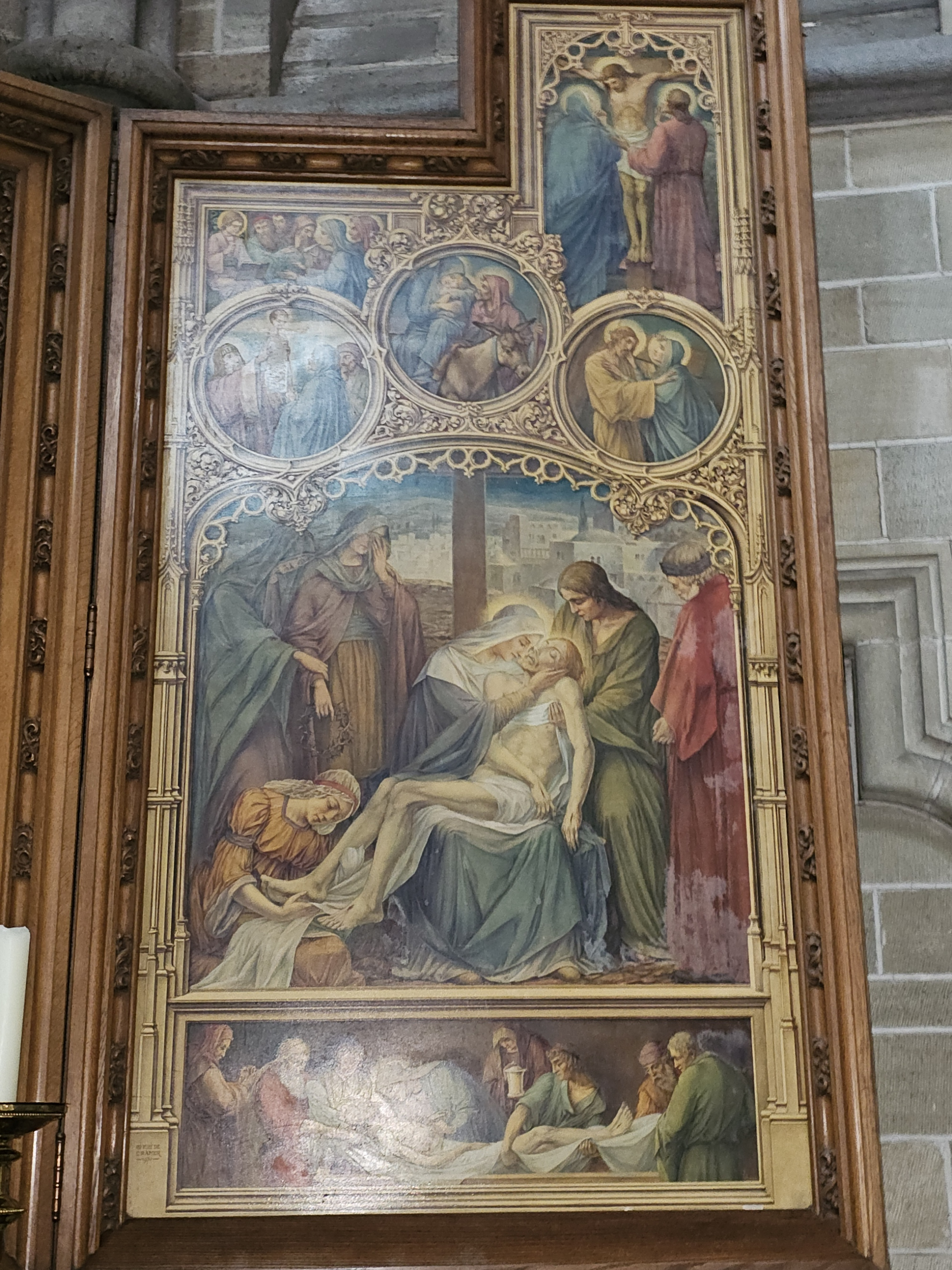
Panneau - Les douleurs de Notre-Dame
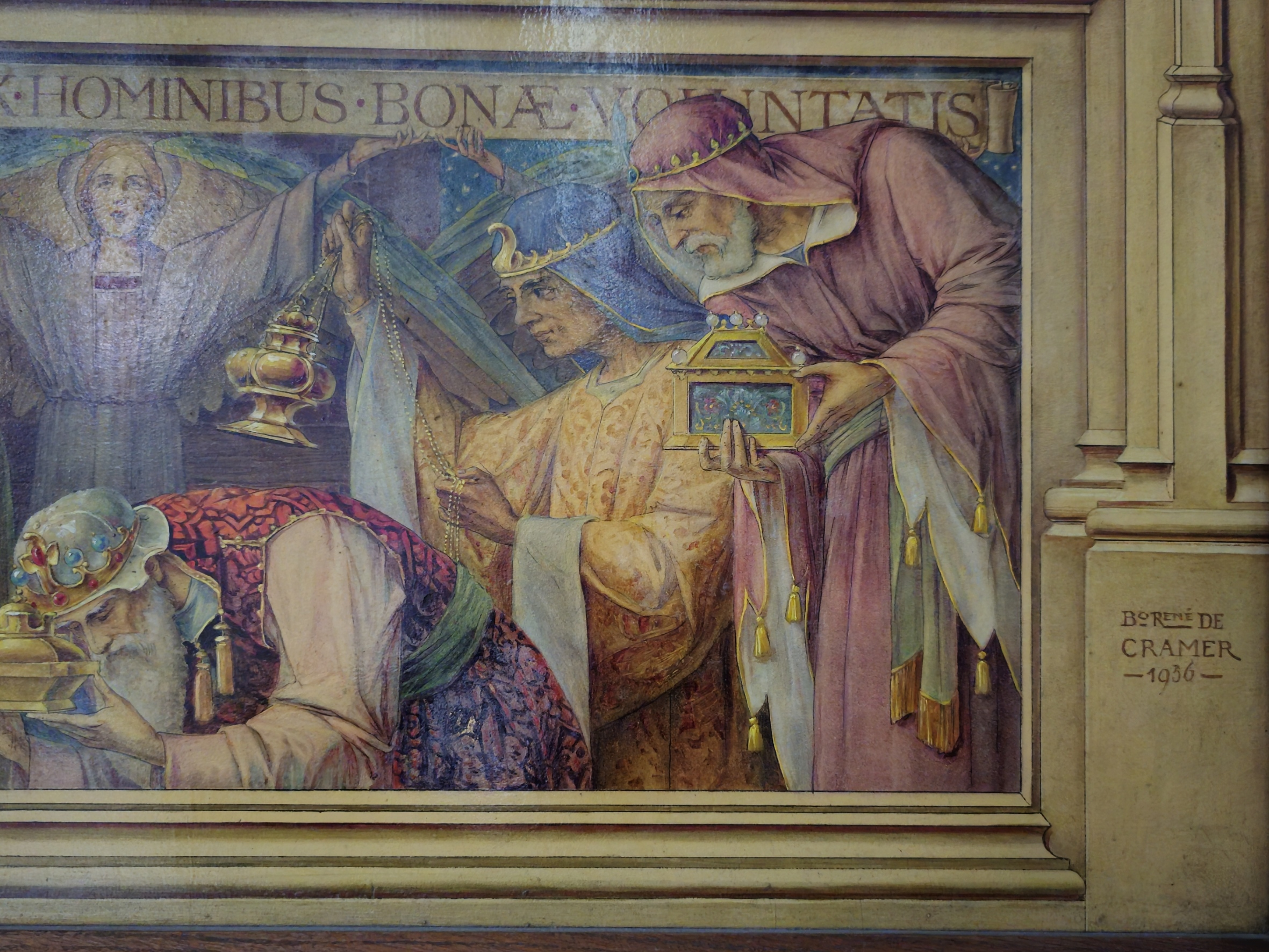
L'épiphanie - les rois mages
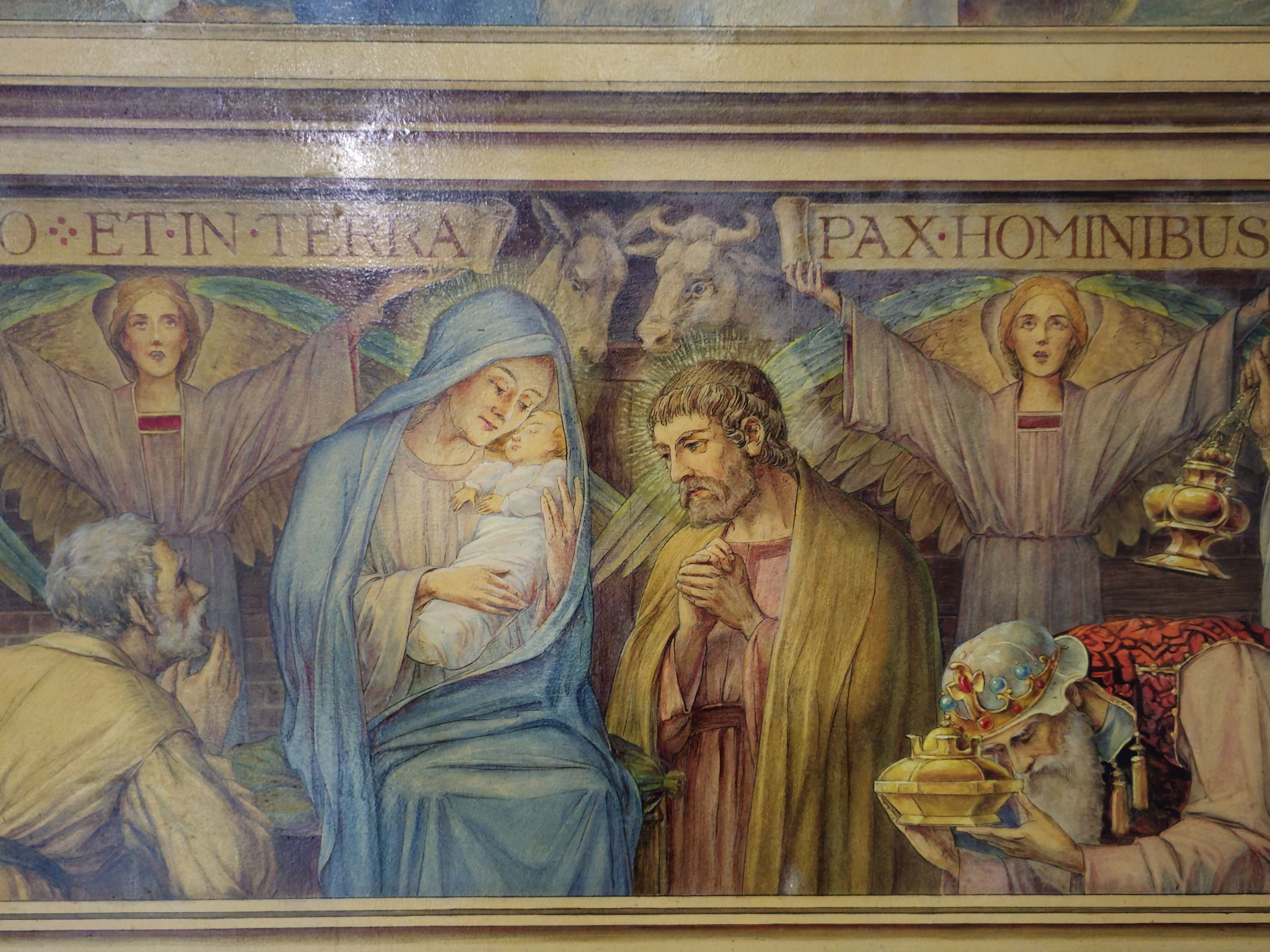
L'épiphanie - la sainte famille
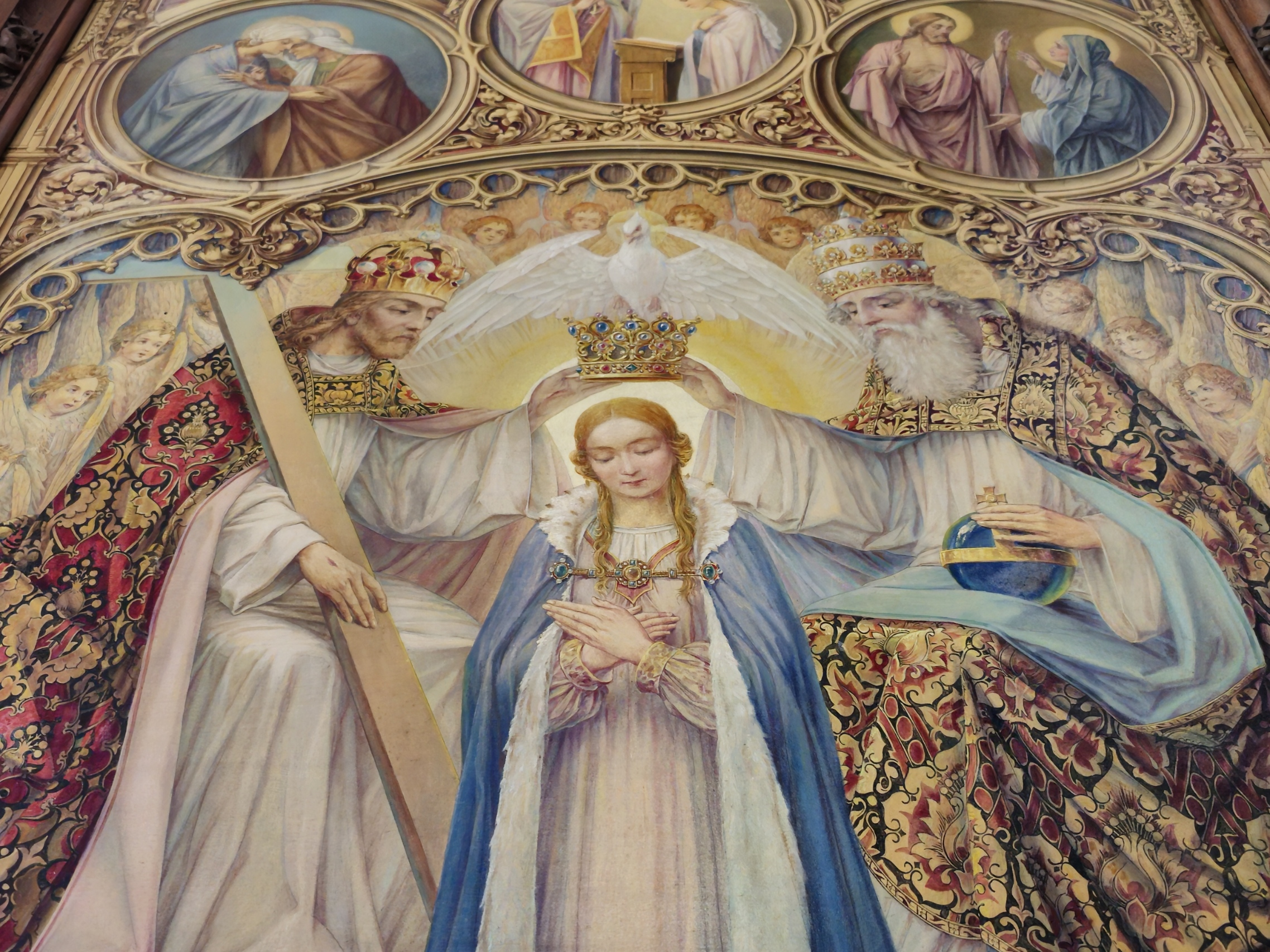
Le couronnement de la Vierge
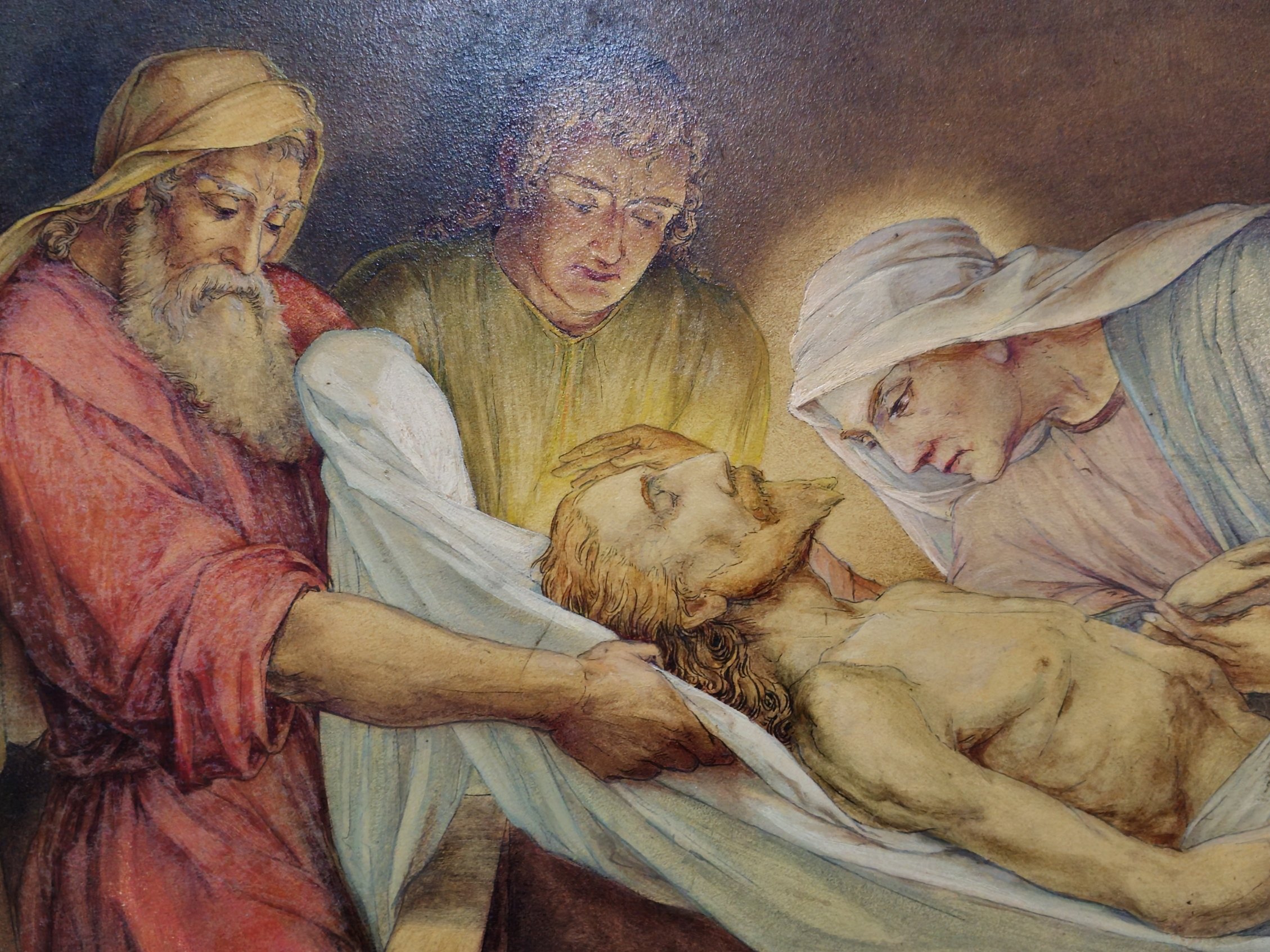
La mise au tombeau
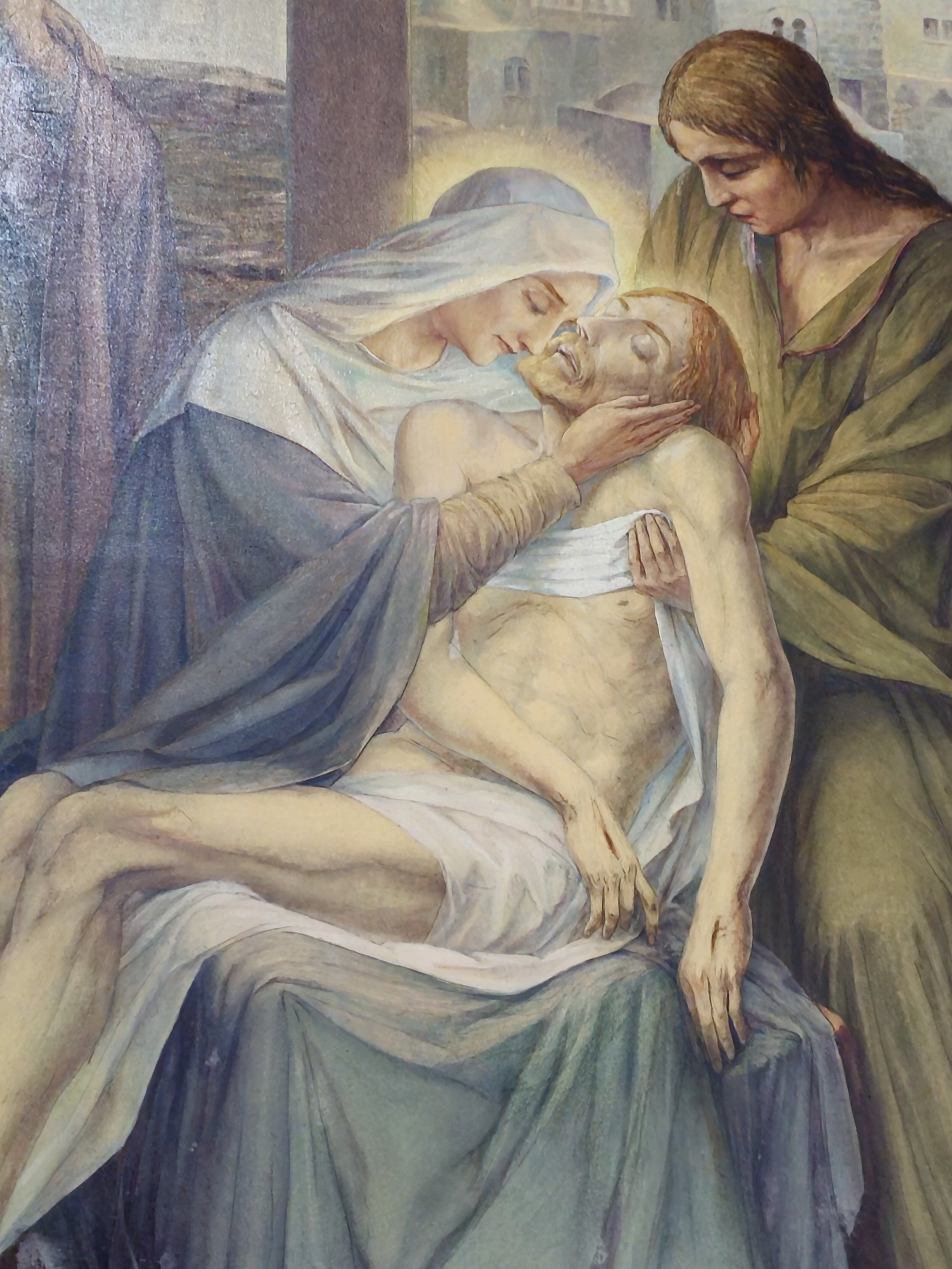
La pieta

- Tableau "le Baptême du Christ" dans l'église Saint-Eloi de Vosselare (après 1940)[22]

### Chemins de croix
- Église Notre-Dame Saint-Pierre de Gand (1915-1917)[5],[23]. Ce chemin de croix est édité en cartes postales par la suite
- Église Saint-Remi de Bienne-lez-Happart - en laiton gravé - (1934)[24]
- Église Saint-Paul à Gand (1937)[5],[25]
- Sint-Bavo institut[5]
- Église Saint-Corneille d'Aalter[26],[27] (1923-1925) - probablement en collaboration avec Frans Coppejans[28]. Chemin de croix peint sur cuivre

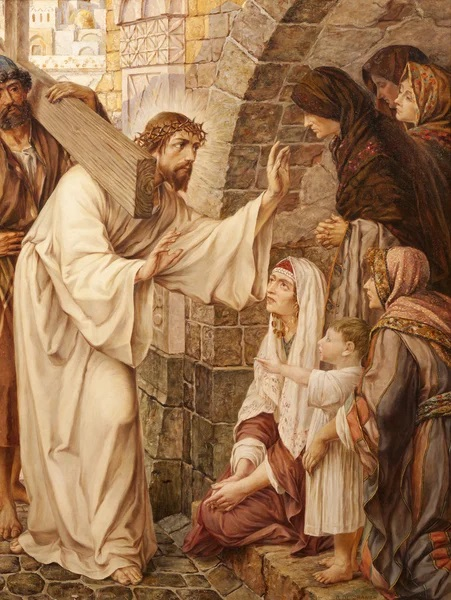
Chemin de croix (station IX) en l'église Notre-Dame Saint-Pierre de Gand
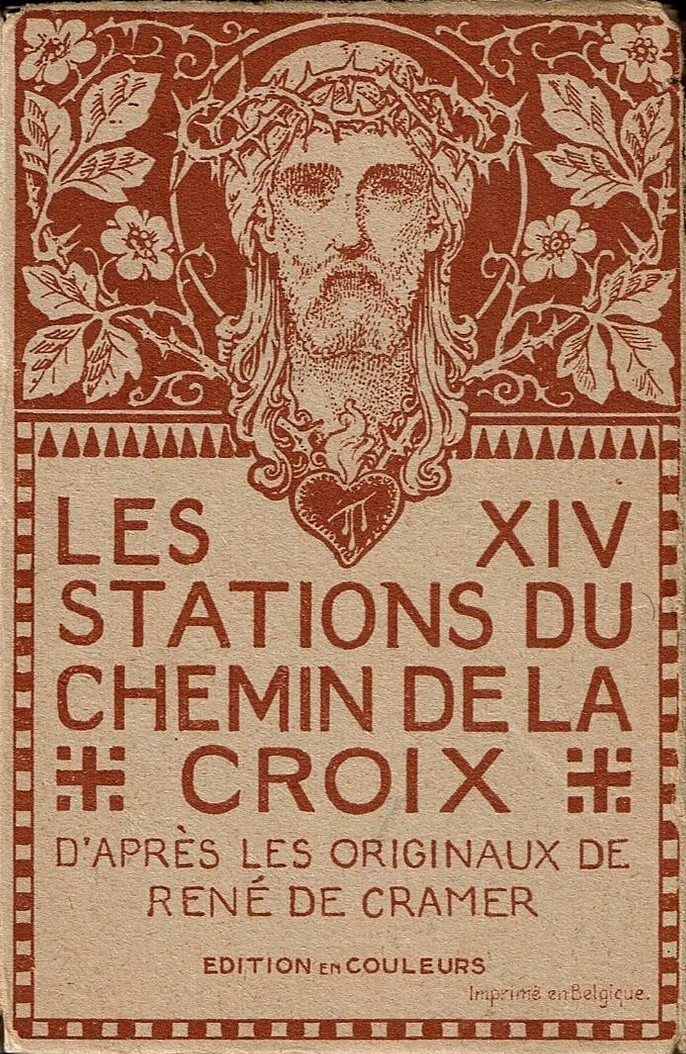
Emballage du lot de cartes postales à l'effigie des stations du chemin de croix de l'église Notre-Dame Saint-Pierre de Gand

### Monuments aux morts
- Église Notre-Dame Saint-Pierre de Gand - dessin de R. de Cramer (en collaboration avec Oscar Sinia)[4],[29]
- Cathédrale Saint-Bavon de Gand - dessin de R. de Cramer (en collaboration avec I.Blancquaert)[4]
- École Saint-Luc de Gand[4]
- Église Saint-Corneille d'Aalter[30],[26],[31] - dessin de R. de Cramer (collaboration avec Oscar Sinia et De Clercq-Nevejans). Inauguré le 11 juillet 1920, le monument aux morts est situé devant l'église et possède deux faces sculptées.

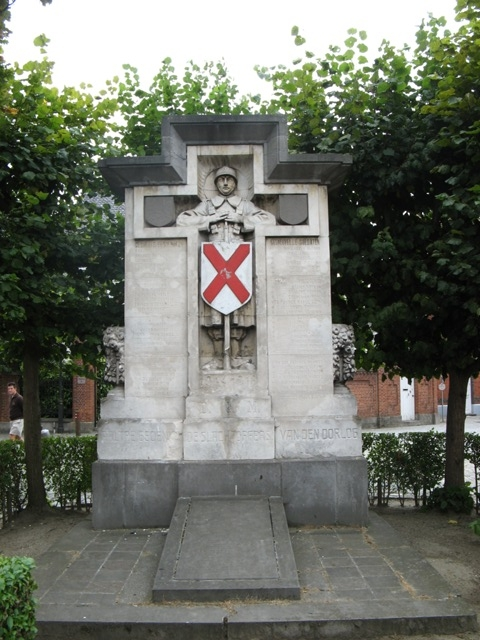
Monument aux morts d'Aalter

### Illustrations de livres
- Drapeaux et Bannières, souvenir de la "Vieille Flandre", 1913[4],[5].
- Gand Monumental et Historique, Victor Fris, 1923[4],[5].
- Souvenir commémoratif du Tricentenaire de la Chef-Confrérie Royale et Chevalière de St Michel, 1613-1913, 1913[4],[5].
- Le Missel Quotidien et Vespéral de Dom Gaspar Lefebvre (de la première édition de 1920 jusqu'en 1951) ainsi que ses dérivés (divers missels thématiques de Gaspar Lefebvre) et ouvrages de l’Apostolat Liturgique de l’abbaye Saint André de Bruges[4],[5].

### Autres
- Conception de la monnaie de nécessité de la ville de Gand pendant la Première Guerre mondiale (monnaie en carton)[5].
- Sculptures des lions dans les niches de réverbération du beffroi de Gand (réalisées par Oscar Sinnia)[5]
- Projet de dentelles et de broderies, offert par l'école de dentelle de Zele aux reines Elizabeth et Astrid[5].

Dentelle de Zele - Voile de Reine
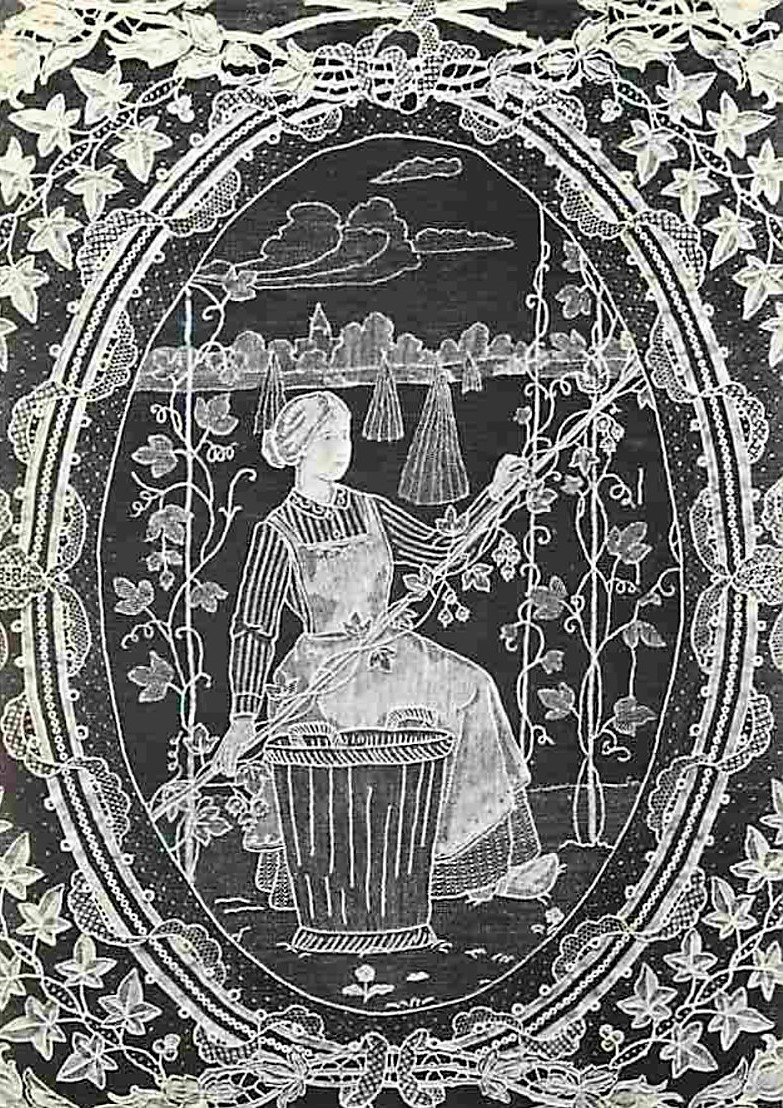
La culture du houblon
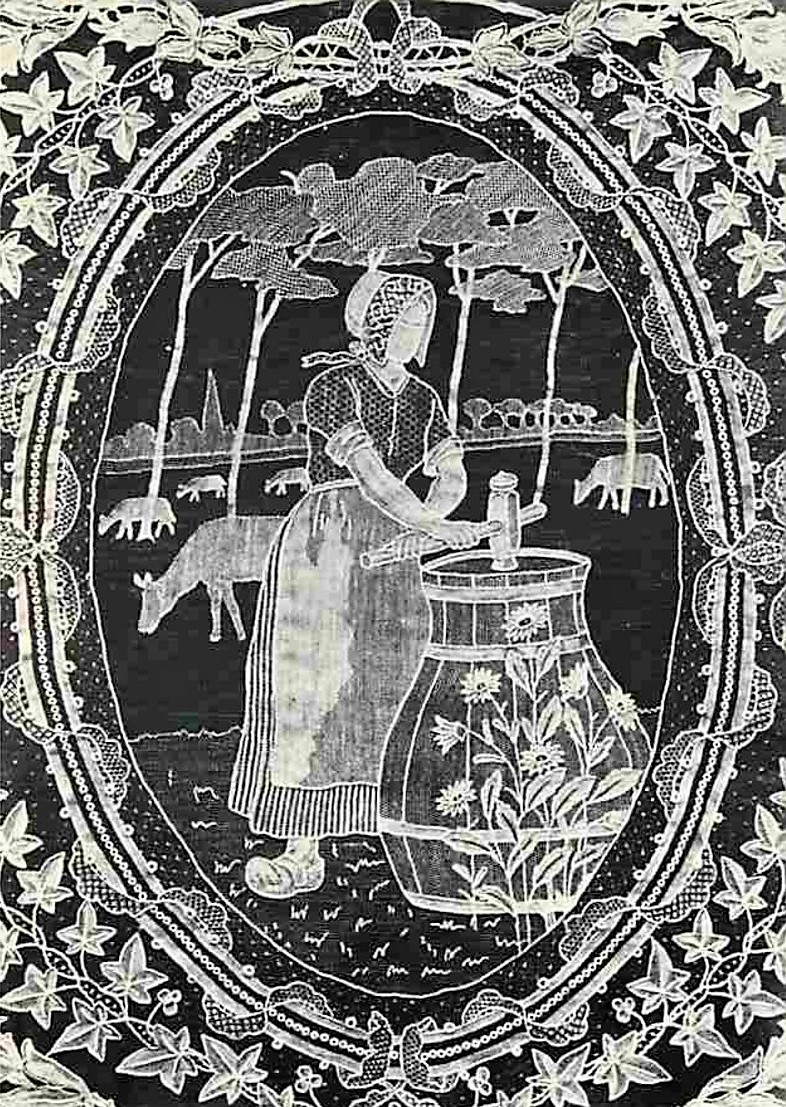
L'élevage
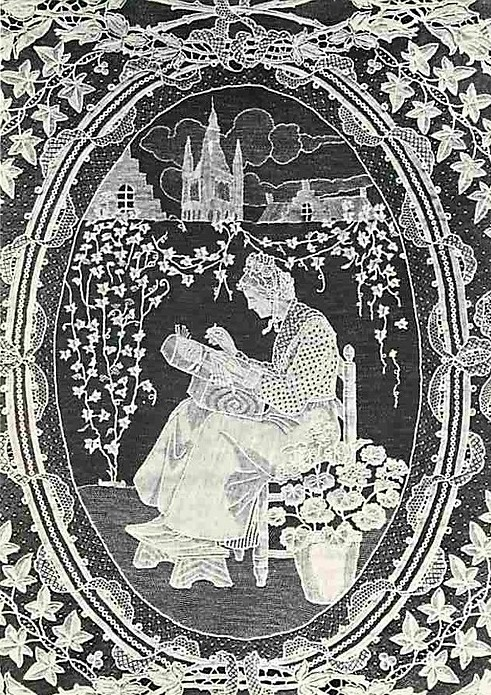
La dentellière
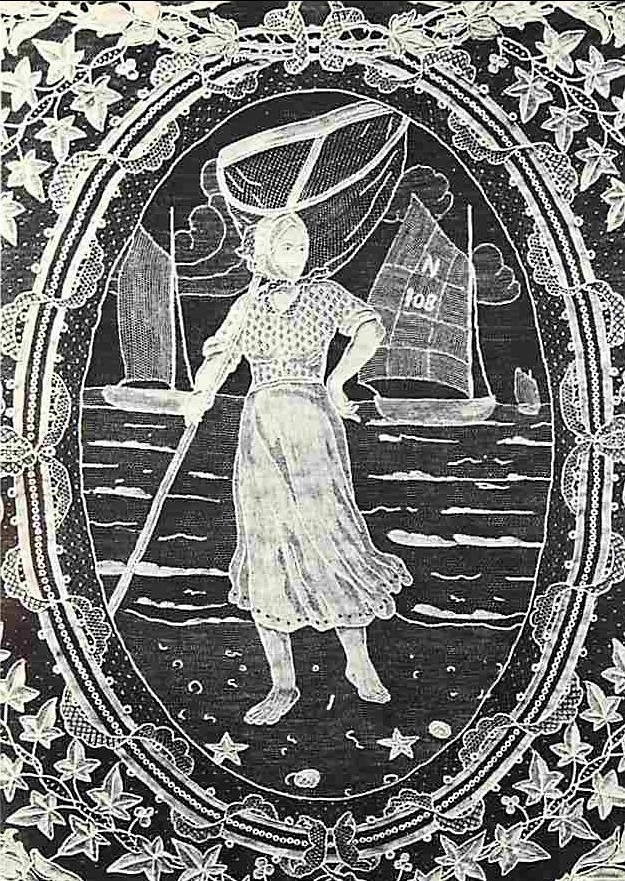
La pêche
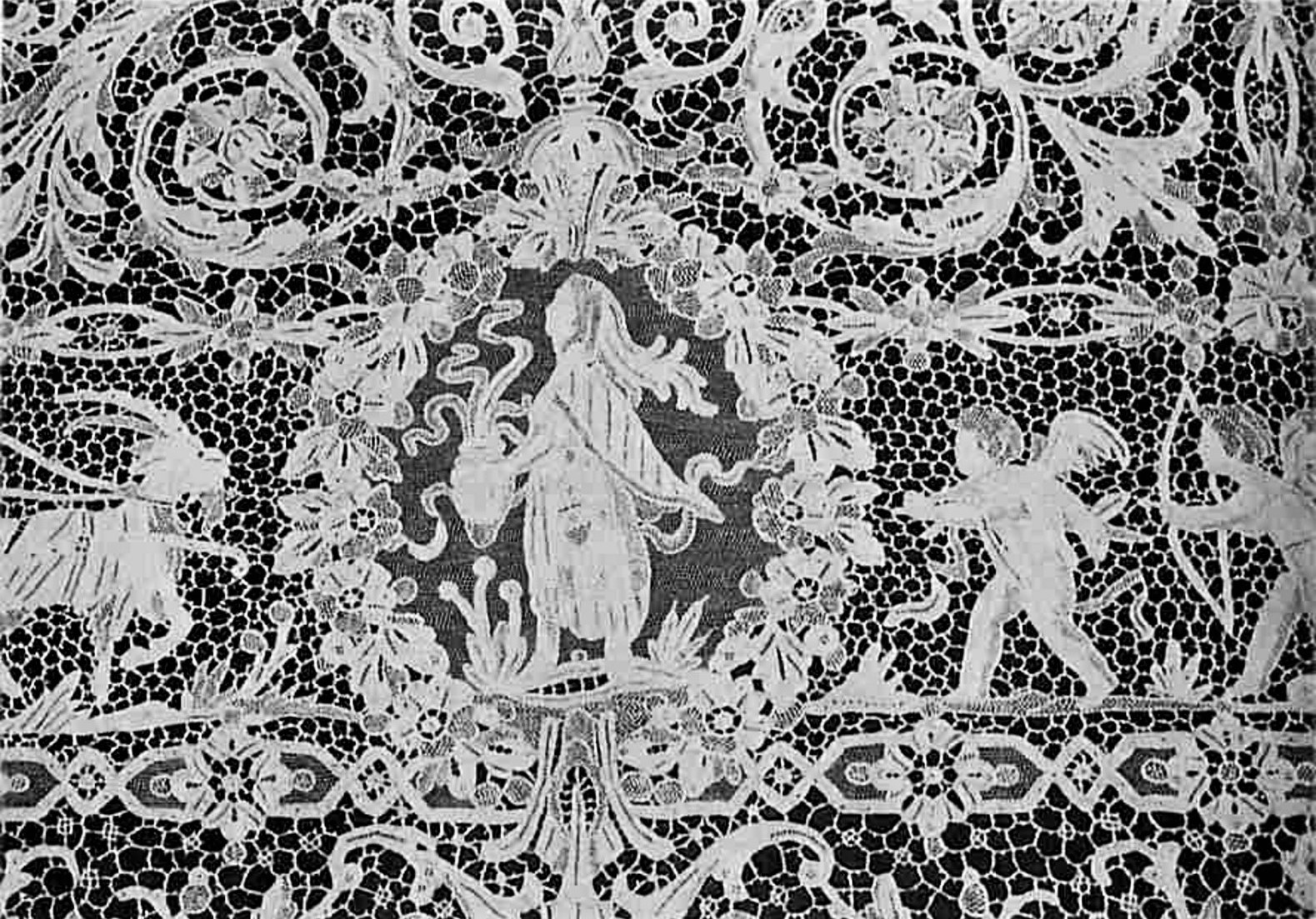
Belle nappe de table

#### Généralités (par ordre chronologique)
- (nl) Jan De Maeyer, De Sint-Lucasscholen en de neogotiek, 1862-1914, Louvain, Universitaire Pers Leuven, coll. « KADOC-Studies 5 », 1988, 448 p. (ISBN 9789061862673, lire en ligne), p. 368-369
- Collectif, Dictionnaire des Peintres belges du XIVe siècle à nos jours, Bruxelles, La Renaissance du livre, 1995 (ISBN 2-8041-2012-0, lire en ligne)
- (nl) Albert de Graeve, « Bruno René De Cramer – ik vertel het jullie liever zelf... », Ghendtsche Tydinghen,‎ janvier-février 2015 (lire en ligne  [PDF])

#### Sur le rôle de René de Cramer dans l'exposition universelle de Gand en 1913
- A.Golenvaux, « A l'exposition de Gand », Bulletin des métiers d'art : revue mensuelle d'architecture et d'arts décoratifs,‎ janvier 1913, p. 1-2 (lire en ligne  [PDF])
- « Chronique du mois », Bulletin des métiers d'art : revue mensuelle d'architecture et d'arts décoratifs,‎ mars 1913, p. 94-95 (lire en ligne  [PDF])
- Pierre Verhaegen, « Les anciens élèves des écoles St-Luc à l'exposition de Gand », Bulletin des métiers d'art : revue mensuelle d'architecture et d'arts décoratifs, nos 11-12,‎ novembre-décembre 1913 (lire en ligne  [PDF])

#### Sur certaines réalisations
- L'Art et ses applications : Recueil de reproductions d'oeuvres exécutées par les membres de la gilde des anciens élèves de l'école St-Luc de Gand, Gand, Imprimerie Emile Heuvelmans, noël 1922, 193 p.
- L'Art et ses applications : Recueil de reproductions d'oeuvres exécutées par les membres de la gilde des anciens élèves de l'école St-Luc de Gand, Gand, Imprimerie Emile Heuvelmans, noël 1923Ces deux recueils présentent un grand nombre d'œuvres de René de Cramer.
- M.D., « Le Cantique des trois jeunes Hébreux dans la Fournaise », Bulletin paroissial liturgique, nos 13-14,‎ 6è année, p. 327-336 (lire en ligne)